# Longvilliers (Pas-de-Calais)
Pour les articles homonymes, voir Longvilliers.
Longvilliers est une commune française située dans le département du Pas-de-Calais en région Hauts-de-France. Ses habitants de la commune sont appelés les Longvillois. La commune fait partie de la communauté d'agglomération des Deux Baies en Montreuillois.

## Géographie

### Localisation
Localisée dans le sud-ouest du département du Pas-de-Calais, Longvilliers est une commune de la vallée de la Dordogne située, à vol d'oiseau, à 7 km au nord-est de la commune d'Étaples (aire d'attraction), à 9 km au nord-ouest de la commune de Montreuil-sur-Mer (chef-lieu d'arrondissement) et à 10 km des plages de la Côte d'Opale.
Le territoire de la commune est limitrophe de ceux de huit communes.
Les communes limitrophes sont  Bernieulles, Bréxent-Énocq, Cormont, Frencq, Inxent, Maresville, Recques-sur-Course et Tubersent.

### Géologie et relief
La superficie de la commune est de 10,99 km2 ; son altitude varie de 19  à   120 m.

### Hydrographie
Le territoire de la commune est situé dans le bassin Artois-Picardie.
La commune est traversée par la Dordogne qui prend sa source à Cormont et se jette dans la Canche au niveau de la commune de  Bréxent-Énocq.

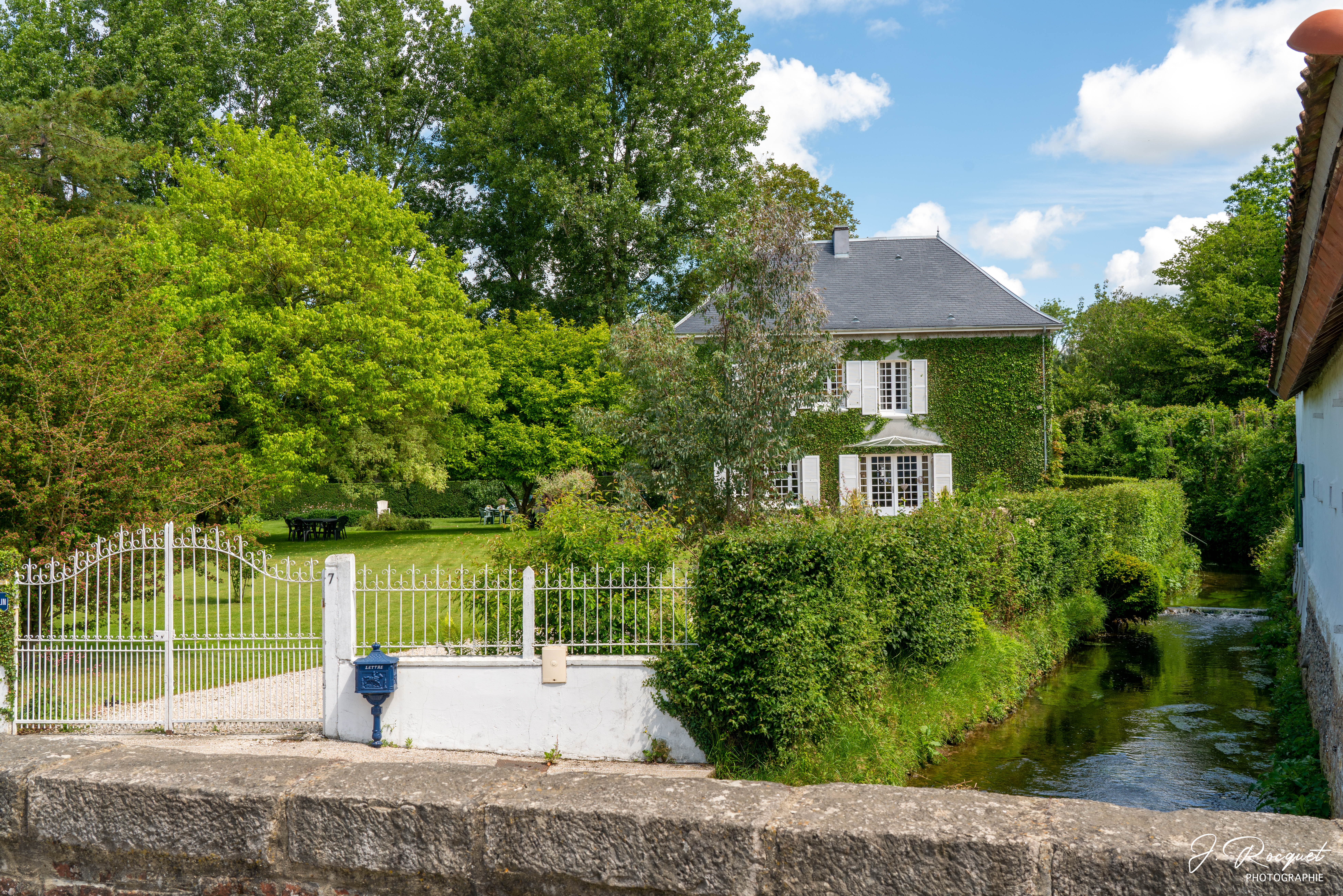
La Dordogne à Longvilliers.
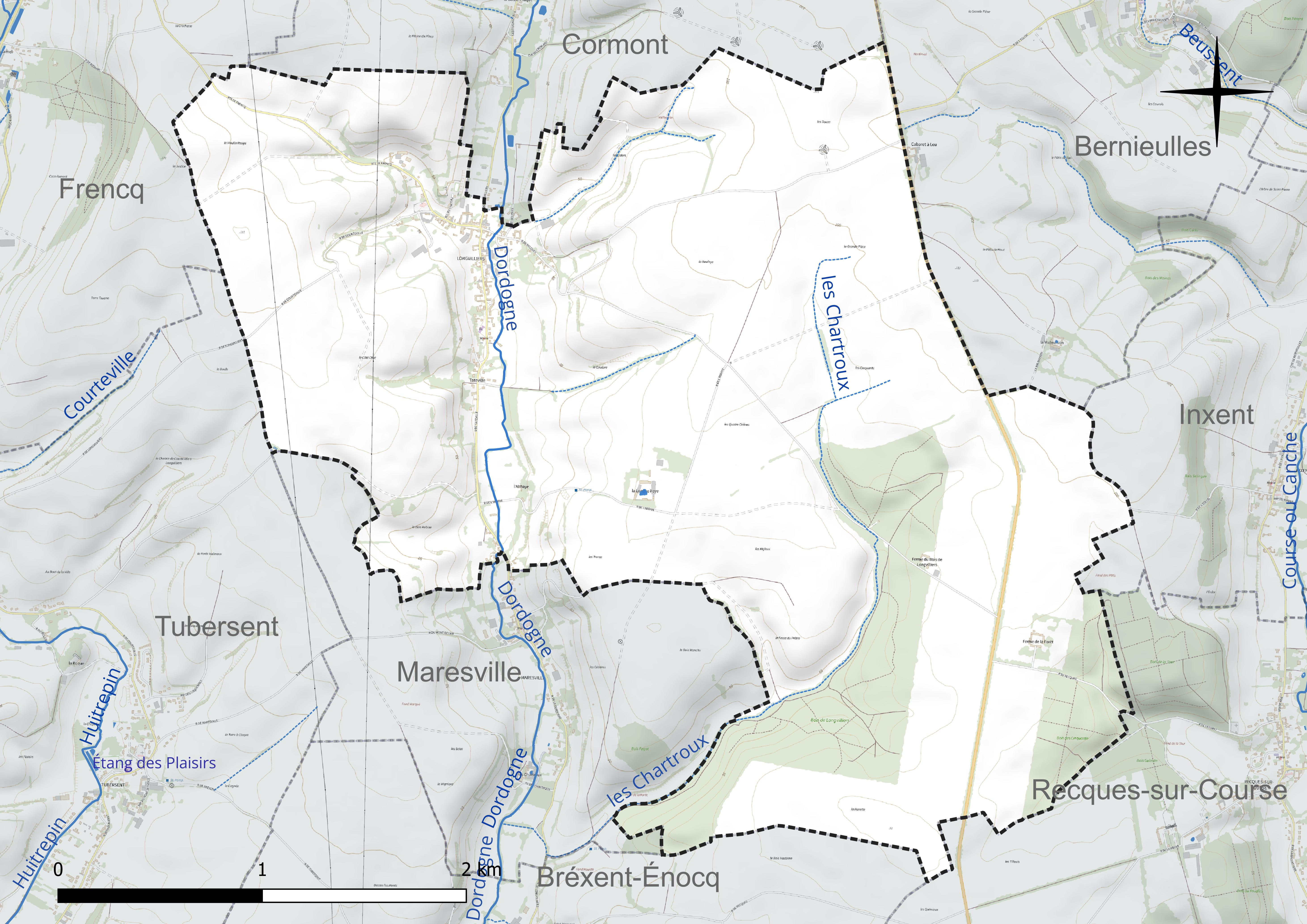
Réseau hydrographique de Longvilliers[Note 1].

### Climat
Pour des articles plus généraux, voir Climat des Hauts-de-France et Climat du Pas-de-Calais.
En 2010, le climat de la commune est de type climat océanique franc, selon une étude du CNRS s'appuyant sur une série de données couvrant la période 1971-2000. En 2020, Météo-France publie une typologie des climats de la France métropolitaine dans laquelle la commune est exposée à un climat océanique et est dans la région climatique Côtes de la Manche orientale, caractérisée par un faible ensoleillement (1 550 h/an) ; forte humidité de l’air (plus de 20 h/jour avec humidité relative > 80 % en hiver), vents forts fréquents.
Pour la période 1971-2000, la température annuelle moyenne est de 10,5 °C, avec une amplitude thermique annuelle de 12,6 °C. Le cumul annuel moyen de précipitations est de 867 mm, avec 12,6 jours de précipitations en janvier et 8,5 jours en juillet. Pour la période 1991-2020, la température moyenne annuelle observée sur la station météorologique la plus proche, située sur la commune du Touquet-Paris-Plage à 10 km à vol d'oiseau, est de 11,2 °C et le cumul annuel moyen de précipitations est de 888,8 mm,. Pour l'avenir, les paramètres climatiques de la commune estimés pour 2050 selon différents scénarios d'émission de gaz à effet de serre sont consultables sur un site dédié publié par Météo-France en novembre 2022.

### Paysages
Pour un article plus général, voir Paysage en France.
La commune est située dans le « paysage montreuillois » tel que défini dans l’atlas des paysages de la région Nord-Pas-de-Calais, conçu par la direction régionale de l'Environnement, de l'Aménagement et du Logement (DREAL),. Ce paysage, qui concerne 98 communes, se délimite : à l’Ouest par des falaises qui, avec le recul de la mer, ont donné naissance aux bas-champs ourlées de dunes ; au Nord par la boutonnière du Boulonnais ; au sud par le vaste plateau formé par la vallée de l’Authie, et à l’Est par les paysages du Ternois et de Haut-Artois. Ce paysage régional, avec, dans son axe central, la vallée de la Canche et ses nombreux affluents comme la Course, la Créquoise, la Planquette…, offre une alternance de vallées et de plateaux, appelée « ondulations montreuilloises ». Dans ce paysage, et plus particulièrement sur les plateaux, on cultive la betterave sucrière, le blé et le maïs, et les plateaux entre la Ternoise et la Créquoise sont couverts de vastes massifs forestiers comme la forêt d'Hesdin, les bois de Fressin, Sains-lès-Fressin, Créquy….

### Milieux naturels et biodiversité

#### Zones naturelles d'intérêt écologique, faunistique et floristique
L’inventaire des zones naturelles d'intérêt écologique, faunistique et floristique (ZNIEFF) a pour objectif de réaliser une couverture des zones les plus intéressantes sur le plan écologique, essentiellement dans la perspective d’améliorer la connaissance du patrimoine naturel national et de fournir aux différents décideurs un outil d’aide à la prise en compte de l’environnement dans l’aménagement du territoire.
Le territoire communal comprend  une ZNIEFF de type 1 : le bois de Longvilliers. Ce bois est situé sur le flanc d’une creuse assez importante, aux versants abruptes dans la partie amont, qui s’élargissent ensuite dans les parties moyenne et aval.
et une ZNIEFF de type 2 : la vallée de la Course. Elle se situe dans le pays de Montreuil et plus précisément dans l’entité paysagère des ondulations montreuilloises.

Carte des ZNIEFF de type 1 et 2 sur la commune
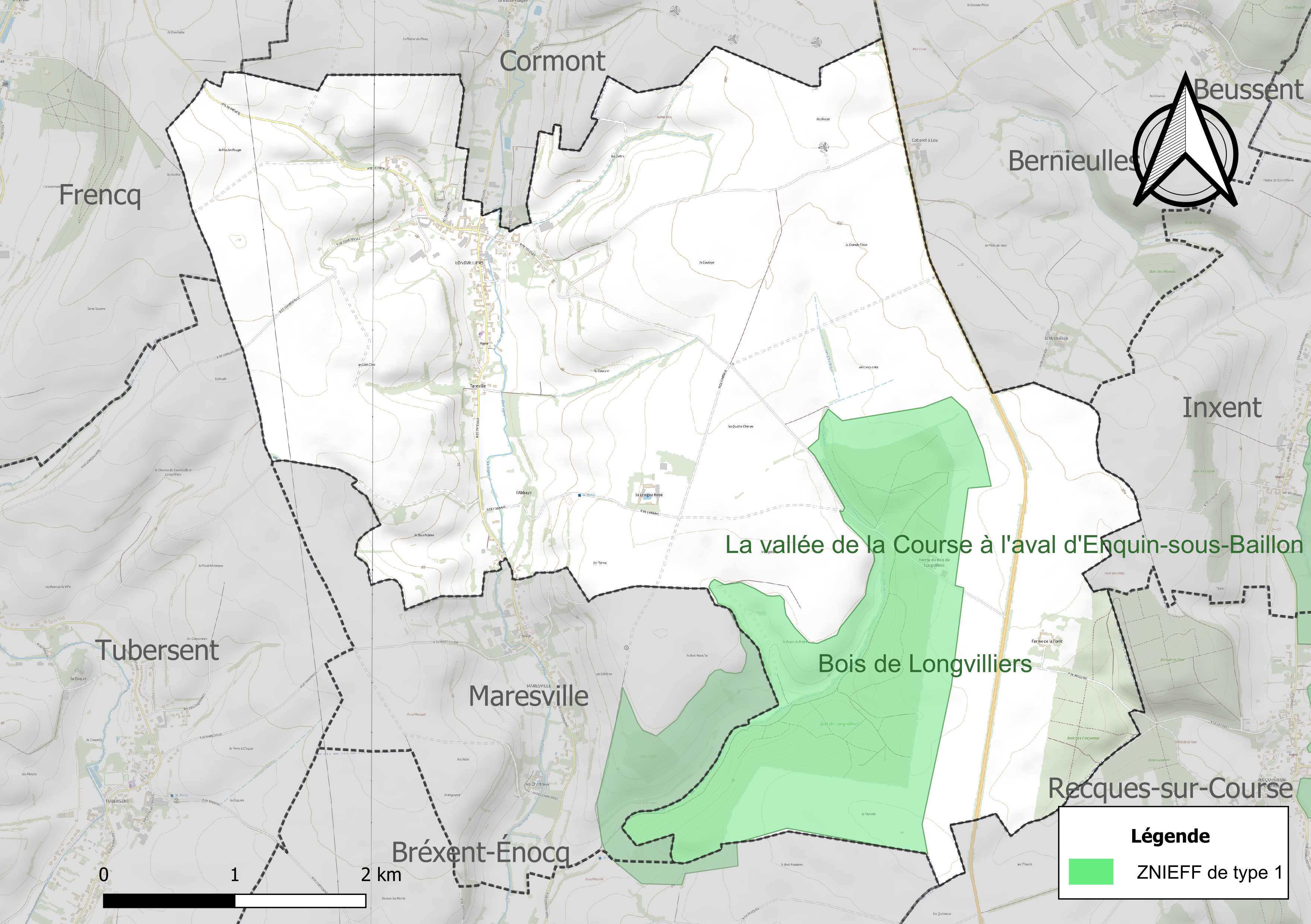
Carte de la ZNIEFF de type 1 sur la commune.
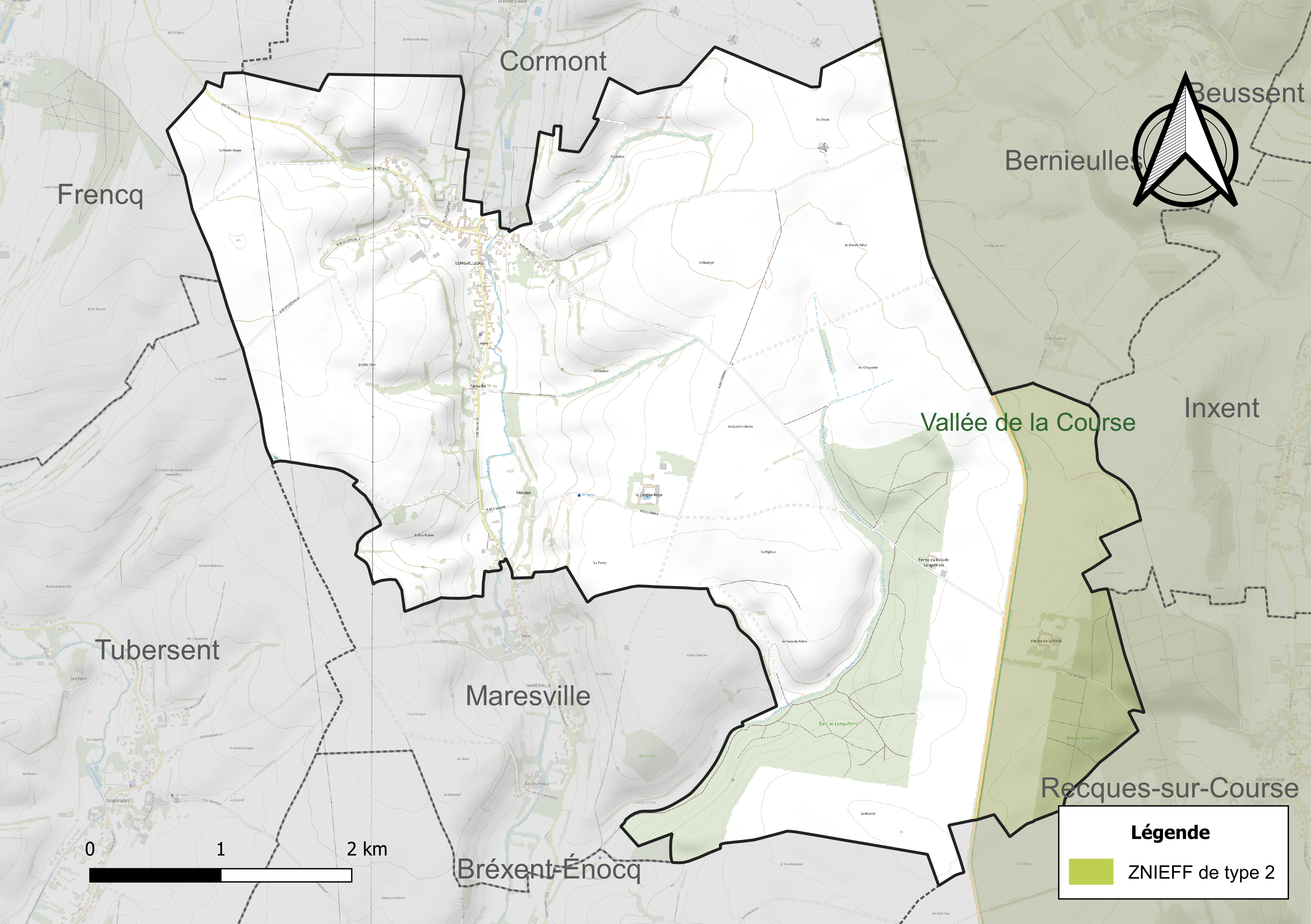
Carte de la ZNIEFF de type 2 sur la commune.

#### Espèces faunistiques et floristiques
L’Inventaire national du patrimoine naturel (INPN) recense plusieurs espèces faunistiques et floristiques sur le territoire de la commune dont certaines sont protégées et d’autres menacées et quasi-menacées.

## Urbanisme

### Typologie
Au 1er janvier 2024, Longvilliers est catégorisée commune rurale à habitat dispersé, selon la nouvelle grille communale de densité à sept niveaux définie par l'Insee en 2022.
Elle est située hors unité urbaine. Par ailleurs la commune fait partie de l'aire d'attraction d'Étaples - Le Touquet-Paris-Plage, dont elle est une commune de la couronne,. Cette aire, qui regroupe 21 communes, est catégorisée dans les aires de moins de 50 000 habitants,.

### Occupation des sols
L'occupation des sols de la commune, telle qu'elle ressort de la base de données européenne d’occupation biophysique des sols Corine Land Cover (CLC), est marquée par l'importance des territoires agricoles (86,4 % en 2018), une proportion identique à celle de 1990 (86,4 %). La répartition détaillée en 2018 est la suivante : 
terres arables (72,2 %), prairies (14,2 %), forêts (11,3 %), zones urbanisées (2,4 %). L'évolution de l’occupation des sols de la commune et de ses infrastructures peut être observée sur les différentes représentations cartographiques du territoire : la carte de Cassini (XVIIIe siècle), la carte d'état-major (1820-1866) et les cartes ou photos aériennes de l'IGN pour la période actuelle (1950 à aujourd'hui).

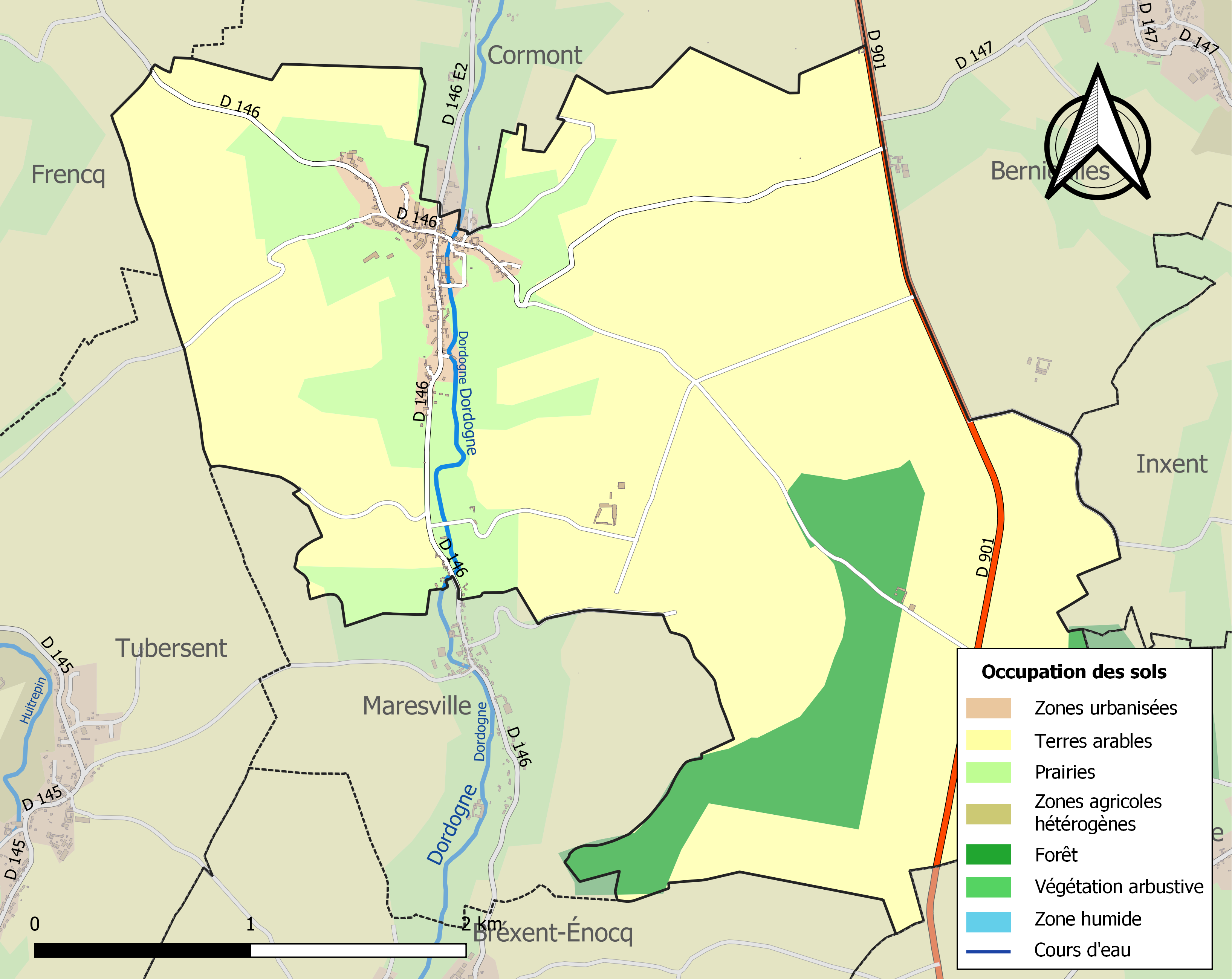
Carte des infrastructures et de l'occupation des sols de la commune en 2018 (CLC).

### Logement
En 2019, le nombre total de logements dans la commune était de 136, alors qu'il était de 137 en 2014 et de 122 en 2009.
Parmi ces logements, 79,2 % étaient des résidences principales, 20,1 % des résidences secondaires et 0,8 % des logements vacants. Ces logements étaient pour 100 % d'entre eux des maisons individuelles et pour 0 % des appartements.
Le tableau ci-dessous présente la typologie des logements à Longvilliers en 2019 en comparaison avec celle du Pas-de-Calais et de la France entière. Une caractéristique marquante du parc de logements est ainsi une proportion de résidences secondaires et logements occasionnels (20,1 %) supérieure à celle du département (6,4 %) et à celle de la France entière (9,7 %). Concernant le statut d'occupation de ces logements, 76,1 % des habitants de la commune sont propriétaires de leur logement (75,5 % en 2014), contre 57,8 % pour le Pas-de-Calais et 57,5 pour la France entière.
| Typologie                                               | Longvilliers | Pas-de-Calais | France entière |
| ------------------------------------------------------- | ------------ | ------------- | -------------- |
| Résidences principales (en %)                           | 79,2         | 85,9          | 82,1           |
| Résidences secondaires et logements occasionnels (en %) | 20,1         | 6,4           | 9,7            |
| Logements vacants (en %)                                | 0,8          | 7,7           | 8,2            |

### Risques naturels et technologiques

#### Risque inondation
À la suite du passage des tempêtes Ciarán, Domingos et Elisa et des inondations et coulées de boue qui se sont produites, la commune est reconnue, par arrêté du 14 novembre 2023, en état de catastrophe naturelle pour inondations et coulées de boue sur la période du 2 au 12 novembre 2023, comme 179 autres communes du département.

## Toponymie
Longum Villare (1160), Lunvileriae (vers 1173), Lonvillare (1177), Longvileirs (1192), Lumvileriae (1194), Lungvilliers et Lungvilers (1196), Loncvilier (1277), Loncvilers (1285), Lonviler (1293), Lonc Villers (1318), Longvellier (1559), Longvillers (vers 1743), Longvillers (1789), Longvilliers (1793), Longvillers et Longvilliers (1801) et Longvilliers (1997).
Vient du latin longum « long » et villare « domaine, ferme ».
Homonymie avec Longvilliers (Yvelines).
La commune, qui portait le nom Longvillers  est renommée en Longvilliers le 25 décembre 1997.

## Histoire
- Longvillers, plus précisément la forêt de Longvillers, était traversée par la voie romaine reliant Amiens à Boulogne-sur-Mer, ou via Agrippa de l'Océan, venant de Recques-sur-Course et allant à Bernieulles[23].
- Compris dans la donation d'Adroald à Saint-Omer en 654, le village devient en 987 une des quatre châtellenies du comté de Boulogne[24],[25].
- En 1049 le château est construit par le comte de Boulogne Eustache II de Boulogne.
- En 1135 la reine Mathilde fonde une abbaye de moines savigniens, qui devient cistercienne en 1147 à la sollicitation de saint Bernard.
- En 1385 le sire Jean de Longvillers, gouverneur de Boulogne, fut un des tenants à la passe d'armes de Saint-Inglevert. Il jouta contre le sire de Courtenay[26].
- En 1415, Jean Blondel de Joigny, seigneur de Longvillers et Charles Blondel de Joigny (son frère ou son fils), combattent et trouvent la mort lors de la bataille d'Azincourt en 1415[27].

Longvilliers était une des quatre châtellenies du Boulonnais. Une tradition veut que sainte Ide de Boulogne y ait nourri son fils Godefroy de Bouillon, premier souverain du royaume de Jérusalem. Plus tard, la terre de Longvilliers a été possédée par la famille des Cayeu, puis des Blondel.

## Politique et administration

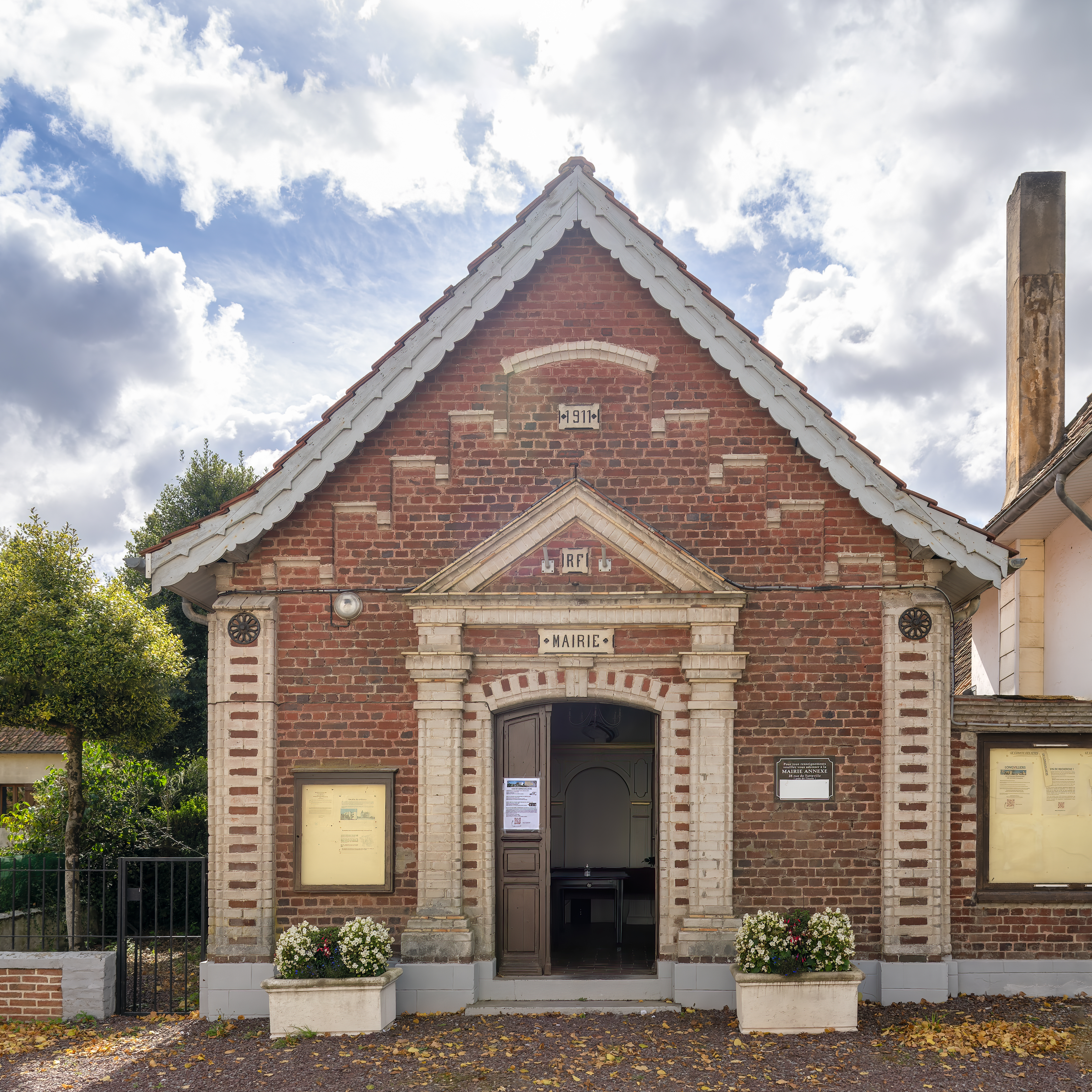
La mairie.

### Rattachements administratifs et électoraux

#### Rattachements administratifs
La commune se trouve dans l'arrondissement de Montreuil du département du Pas-de-Calais.
Elle faisait partie depuis 1793 du canton d'Étaples. Dans le cadre du redécoupage cantonal de 2014 en France, cette circonscription administrative territoriale a disparu, et le canton n'est plus qu'une circonscription électorale.

#### Rattachements électoraux
Pour les élections départementales, la commune est membre depuis 2014 d'un nouveau canton d'Étaples
Pour l'élection des députés, elle fait partie de la quatrième circonscription du Pas-de-Calais.

### Intercommunalité
Longvilliers était membre de la communauté de communes mer et terres d'Opale, un établissement public de coopération intercommunale (EPCI) à fiscalité propre créé  fin 1999 et auquel la commune avait transféré un certain nombre de ses compétences, dans les conditions déterminées par le code général des collectivités territoriales.
Dans le cadre des dispositions de la loi portant nouvelle organisation territoriale de la République du 7 août 2015, qui prévoit que les établissements publics de coopération intercommunale (EPCI) à fiscalité propre doivent avoir un minimum de 15 000 habitants, cette intercommunalité a fusionné avec sa voisine pour former, le 1er janvier 2017, la communauté d'agglomération des Deux Baies en Montreuillois (CA2BM) dont est désormais membre la commune. Elle regroupe 46 communes et compte 65 760 habitants en 2021.

#### Liste des maires
| Période                                  | Période                    | Identité         | Étiquette | Qualité               |
| ---------------------------------------- | -------------------------- | ---------------- | --------- | --------------------- |
| Les données manquantes sont à compléter. |                            |                  |           |                       |
| mars 1989                                | juin 1995                  | Pierre Desrumaux |           |                       |
| juin 1995                                | avril 2014                 | Yves Martel      |           | Agriculteur retraité  |
| avril 2014                               | juillet 2020               | Sascha Maignan   |           | Dirigeant de sociétés |
| juillet 2020,                            | En cours (au 25 mars 2022) | Philippe Petit   |           | Agriculteur           |

## Population et société

### Démographie
Les habitants de la commune sont appelés les Longvillois.

#### Évolution démographique
L'évolution du nombre d'habitants est connue à travers les recensements de la population effectués dans la commune depuis 1793. Pour les communes de moins de 10 000 habitants, une enquête de recensement portant sur toute la population est réalisée tous les cinq ans, les populations de référence des années intermédiaires étant quant à elles estimées par interpolation ou extrapolation. Pour la commune, le premier recensement exhaustif entrant dans le cadre du nouveau dispositif a été réalisé en 2005.

En 2022, la commune comptait 255 habitants, en évolution de +2 % par rapport à 2016 (Pas-de-Calais : −0,72 %, France hors Mayotte : +2,11 %).
| 1793 | 1800 | 1806 | 1821 | 1831 | 1836 | 1841 | 1846 | 1851 |
| ---- | ---- | ---- | ---- | ---- | ---- | ---- | ---- | ---- |
| 499  | 480  | 514  | 575  | 531  | 519  | 512  | 521  | 516  |

| 1856 | 1861 | 1866 | 1872 | 1876 | 1881 | 1886 | 1891 | 1896 |
| ---- | ---- | ---- | ---- | ---- | ---- | ---- | ---- | ---- |
| 473  | 453  | 416  | 431  | 416  | 412  | 405  | 357  | 391  |

| 1901 | 1906 | 1911 | 1921 | 1926 | 1931 | 1936 | 1946 | 1954 |
| ---- | ---- | ---- | ---- | ---- | ---- | ---- | ---- | ---- |
| 352  | 371  | 349  | 363  | 322  | 310  | 306  | 337  | 315  |

| 1962 | 1968 | 1975 | 1982 | 1990 | 1999 | 2005 | 2006 | 2010 |
| ---- | ---- | ---- | ---- | ---- | ---- | ---- | ---- | ---- |
| 294  | 297  | 263  | 243  | 244  | 250  | 229  | 228  | 250  |

| 2015 | 2020 | 2022 | - | - | - | - | - | - |
| ---- | ---- | ---- | - | - | - | - | - | - |
| 253  | 256  | 255  | - | - | - | - | - | - |

#### Pyramide des âges
La population de la commune est relativement jeune.
En 2018, le taux de personnes d'un âge inférieur à 30 ans s'élève à 37,5 %, soit au-dessus de la moyenne départementale (36,7 %). À l'inverse, le taux de personnes d'âge supérieur à 60 ans est de 26,6 % la même année, alors qu'il est de 24,9 % au niveau départemental.
En 2018, la commune comptait 116 hommes pour 134 femmes, soit un taux de 53,60 % de femmes, largement supérieur au taux départemental (51,50 %).
Les pyramides des âges de la commune et du département s'établissent comme suit.
| Hommes | Classe d’âge | Femmes |
| ------ | ------------ | ------ |
| 0,0    | 90 ou +      | 0,7    |
| 5,0    | 75-89 ans    | 5,8    |
| 21,8   | 60-74 ans    | 19,7   |
| 16,8   | 45-59 ans    | 17,5   |
| 21,8   | 30-44 ans    | 16,1   |
| 17,6   | 15-29 ans    | 21,2   |
| 16,8   | 0-14 ans     | 19,0   |

| Hommes | Classe d’âge | Femmes |
| ------ | ------------ | ------ |
| 0,5    | 90 ou +      | 1,6    |
| 5,6    | 75-89 ans    | 8,9    |
| 16,7   | 60-74 ans    | 18,1   |
| 20,2   | 45-59 ans    | 19,2   |
| 18,9   | 30-44 ans    | 18,1   |
| 18,2   | 15-29 ans    | 16,2   |
| 19,9   | 0-14 ans     | 17,9   |

## Culture locale et patrimoine

### Lieux et monuments

#### Site classé
Un site classé ou inscrit est un espace (naturel, artistique, historique…) profitant d'une conservation en l'état (entretien, restauration, mise en valeur...) ainsi que d'une préservation de toutes atteintes graves (destruction, altération, banalisation...) en raison de son caractère remarquable au plan paysager. Un tel site justifie un suivi qualitatif, notamment effectué via une autorisation préalable pour tous travaux susceptibles de modifier l'état ou l'apparence du territoire protégé.
Dans ce cadre, la commune présente un site classé par arrêté du 30 avril 1919 : les ruines du château de Longvillers, qui date du XIe siècle,. Il est édifié au XIe siècle pour des raisons stratégiques, afin de protéger Boulogne. Un petit panneau destiné au public situé à proximité de l'édifice et de la mairie résume son histoire :

« CHATEAU DE LONGVILLIERS
Sa construction a été entreprise vers 1049 par le comte de Boulogne. Il est situé au Sud d'une ligne Nord Sud constituée par quatre forteresses destinées à protéger Boulogne d'éventuelles incursions. Il n'a réellement assuré un rôle militaire qu'en 1589, lors des guerres de la ligue.
A l'origine il se composait (selon les historiens) de 4 ou 5 tours flanquantes, qui encastraient une enceinte rectangulaire. Le pont-levis protégé par deux tours, était situé à l'Est, en face flanquant l'enceinte Ouest, se trouvait une tour plus imposante. Ne subsistent de la première construction que la tour Sud-Ouest, la tour d'Est qui laisse voir quatre étages ainsi que les fondations d'une petite tour du Nord.
Vers 1750, le Seigneur des lieux Gabriel Amboise de Bernes décida d'aménager le château dans le style du XVIIIe siècle.
Pour ce faire, il garda l'une des deux tours de l'Est et démolie l'autre afin d'en utiliser les pierres.
En 1789, les travaux étaient inachevés et le restèrent longtemps.
En 1900, alors que la toiture et la charpente venaient d'êtres refaites un incendie ravagea les bâtiments, depuis l'état de délabrement s'amplifie. »

Le château de Longvilliers
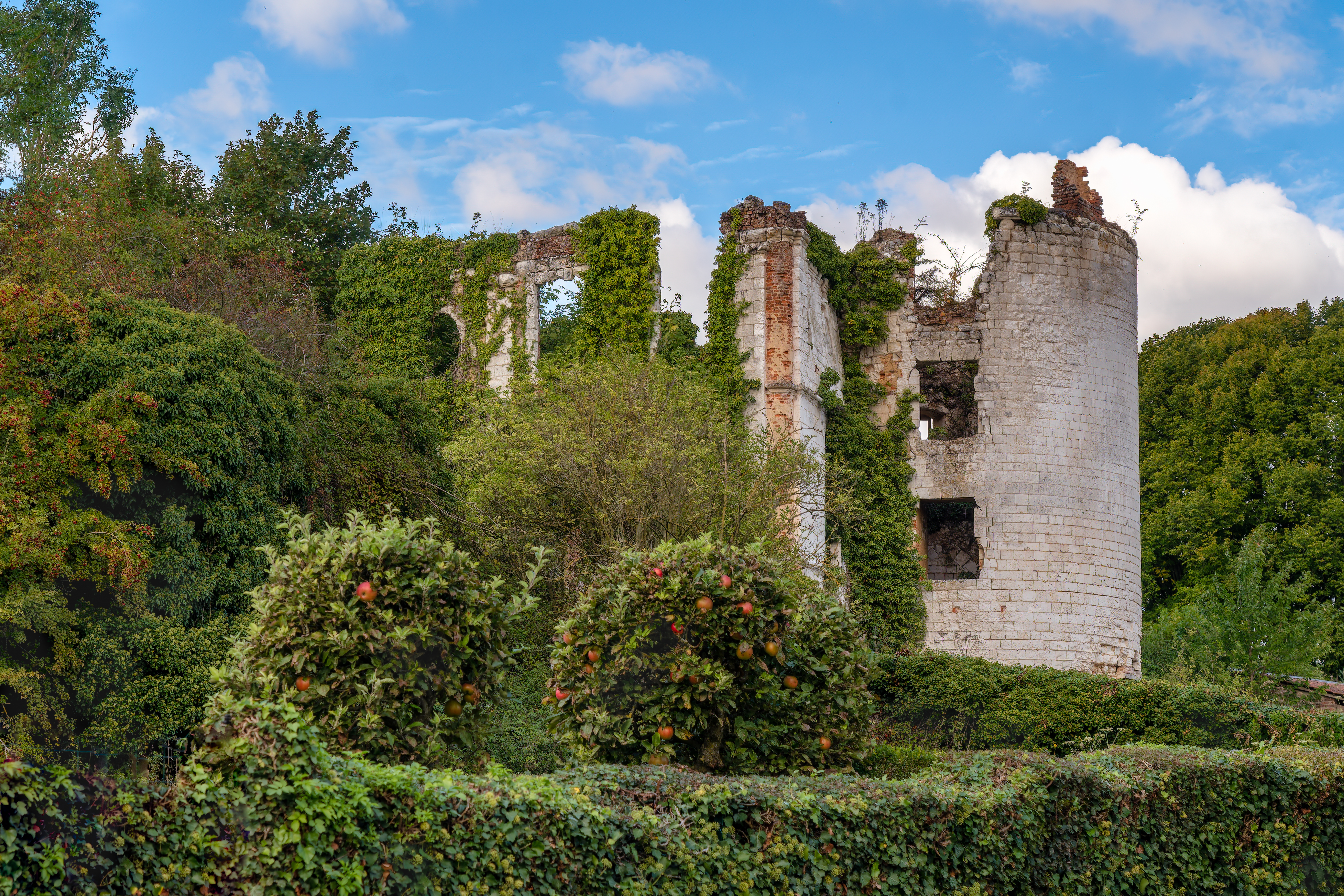
Les vestiges du château.
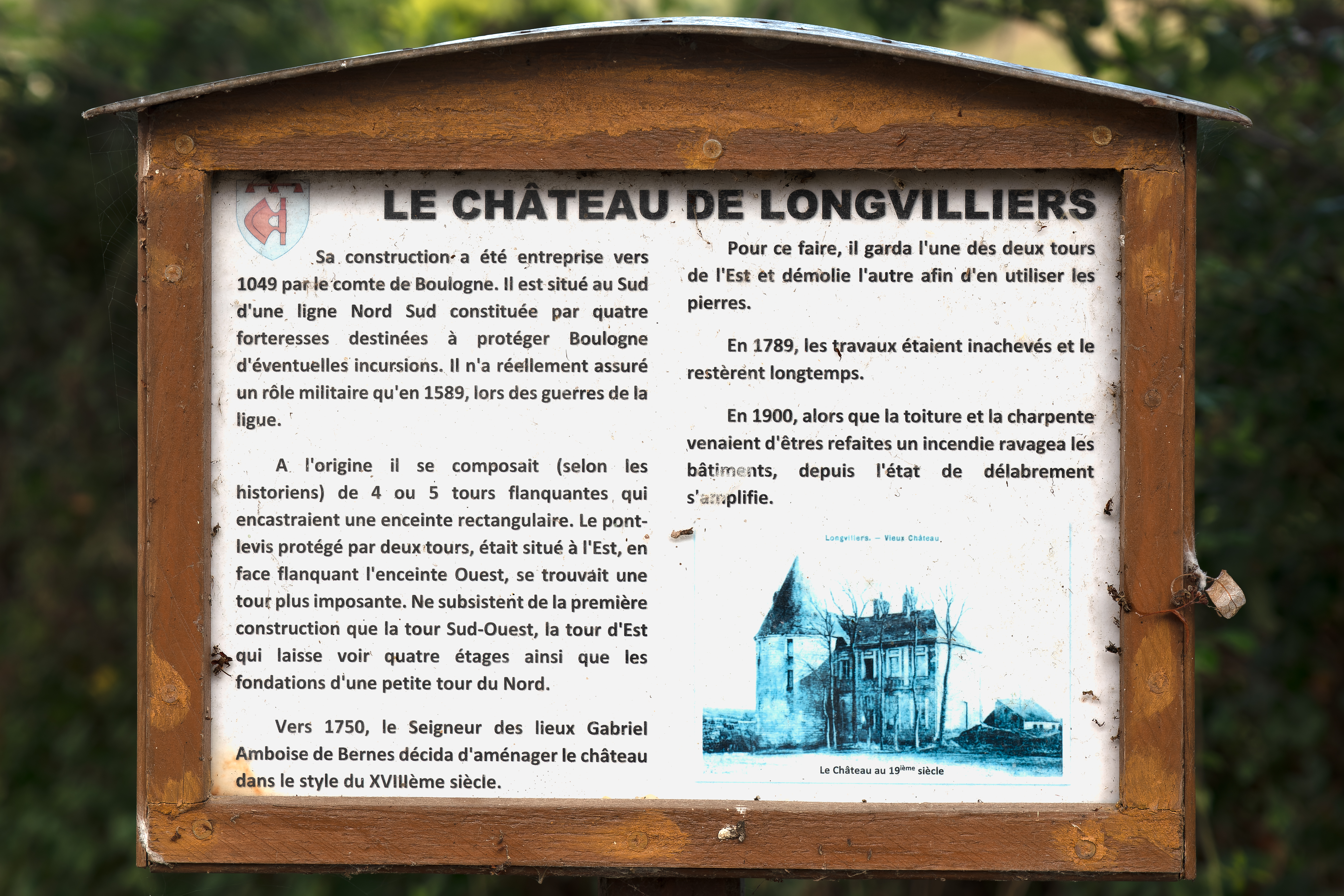
Le panneau d'informations.

#### Monuments historiques
La commune compte deux monuments historiques : 
- L'église Saint-Nicolas fait l’objet d’un classement au titre des monuments historiques depuis le 5 août 1932[44]. Elle a été construite aux XVe et XVIe siècles. Elle appartient à la commune. Elle contient une statue en bois de Saint Nicolas[45] ainsi qu'une statue de saint Fiacre[46] portant une bêche et non une pelle de boulanger ce qui explique la confusion faite à l'origine avec saint Honoré. L'église dont l'accès est interdit au public, abrite de nombreuses oeuvres (statues, tableaux, mobiliers et objets de culte) classées au patrimoine mobilier du Ministère de la Culture[47]. Les prises de vue ci-dessous ont été rendues possibles le 18 septembre 2022 lors des journées européennes du patrimoine.

Vues extérieures de l'église
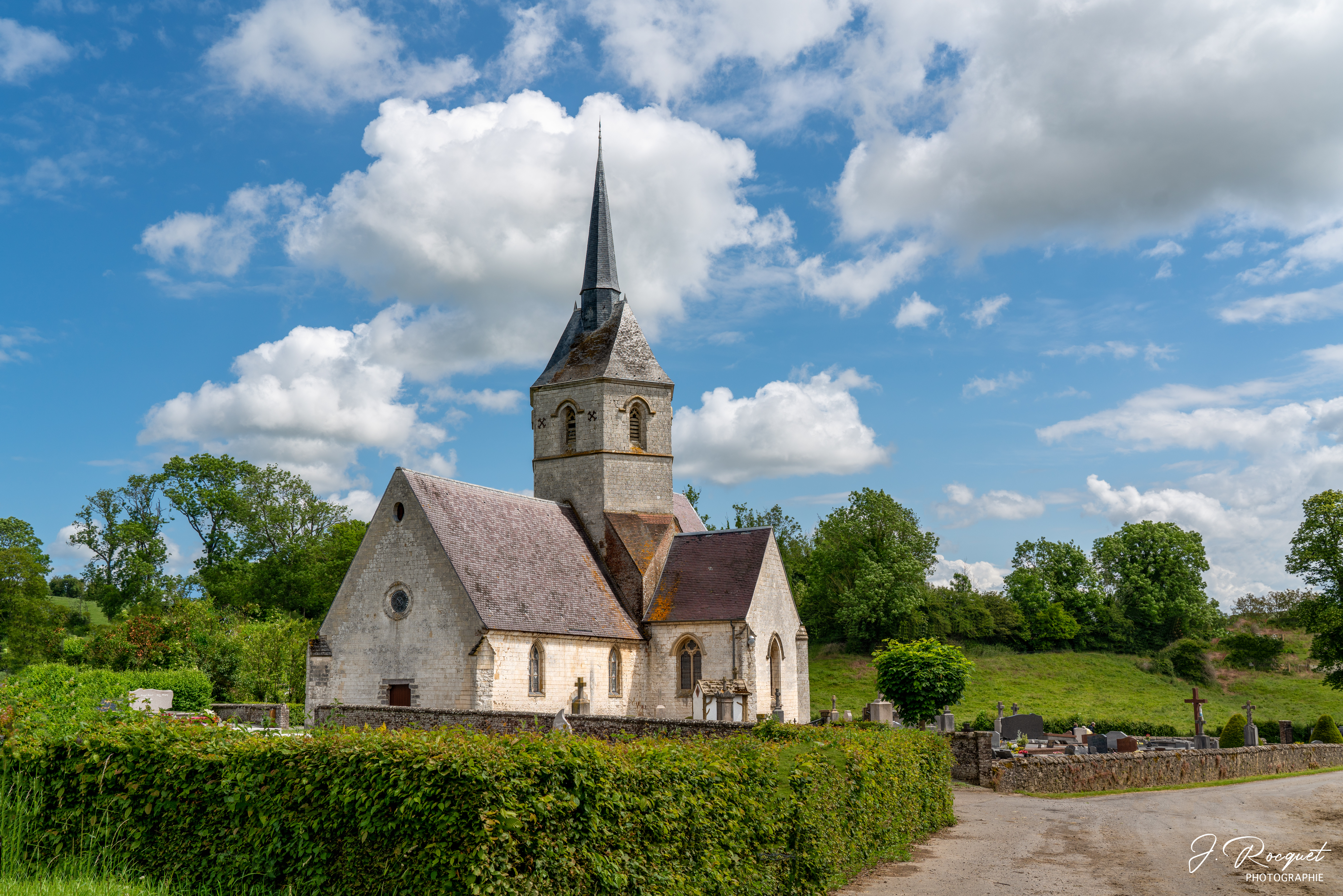
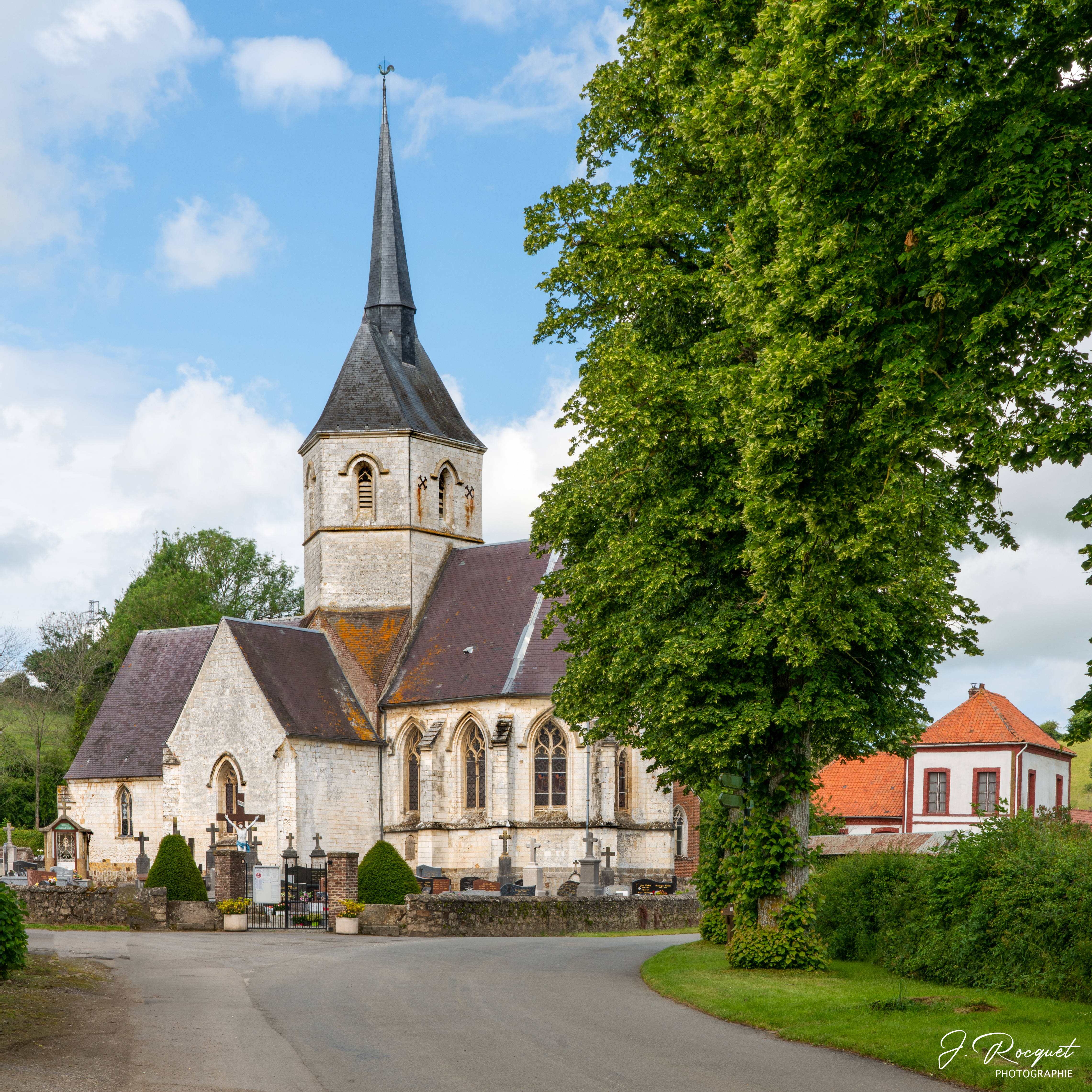
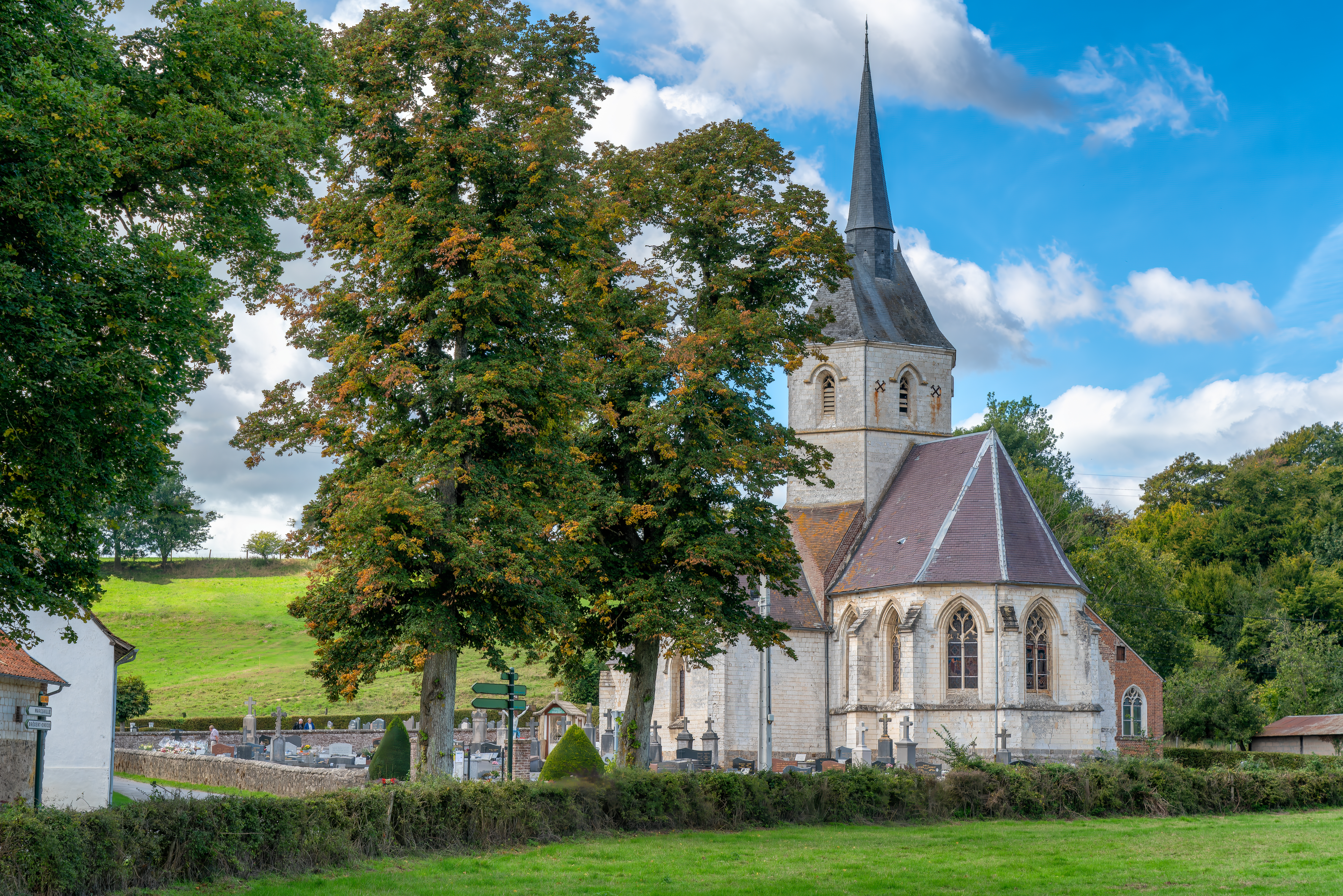

Vues intérieures de l'église
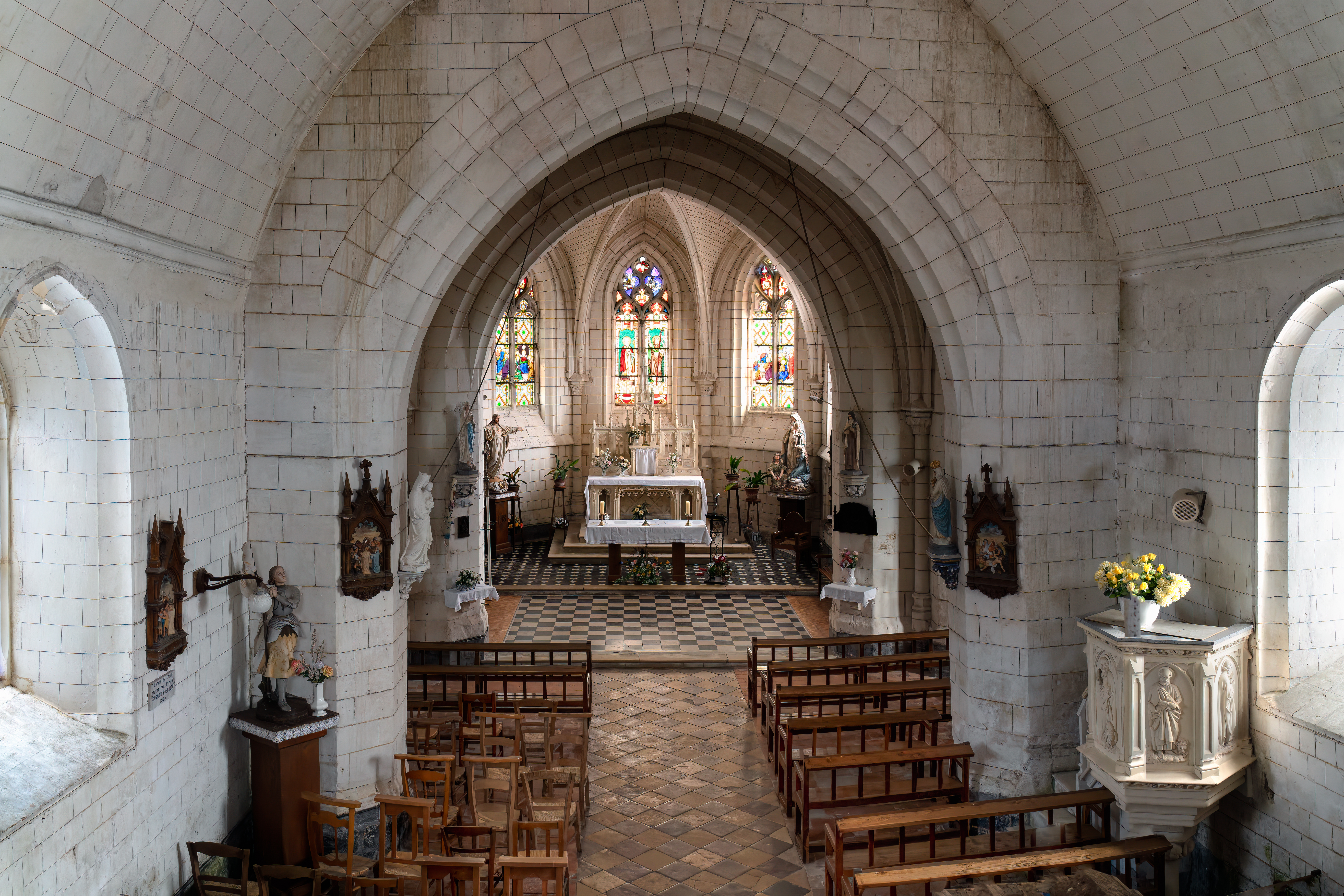
Nef et chœur.
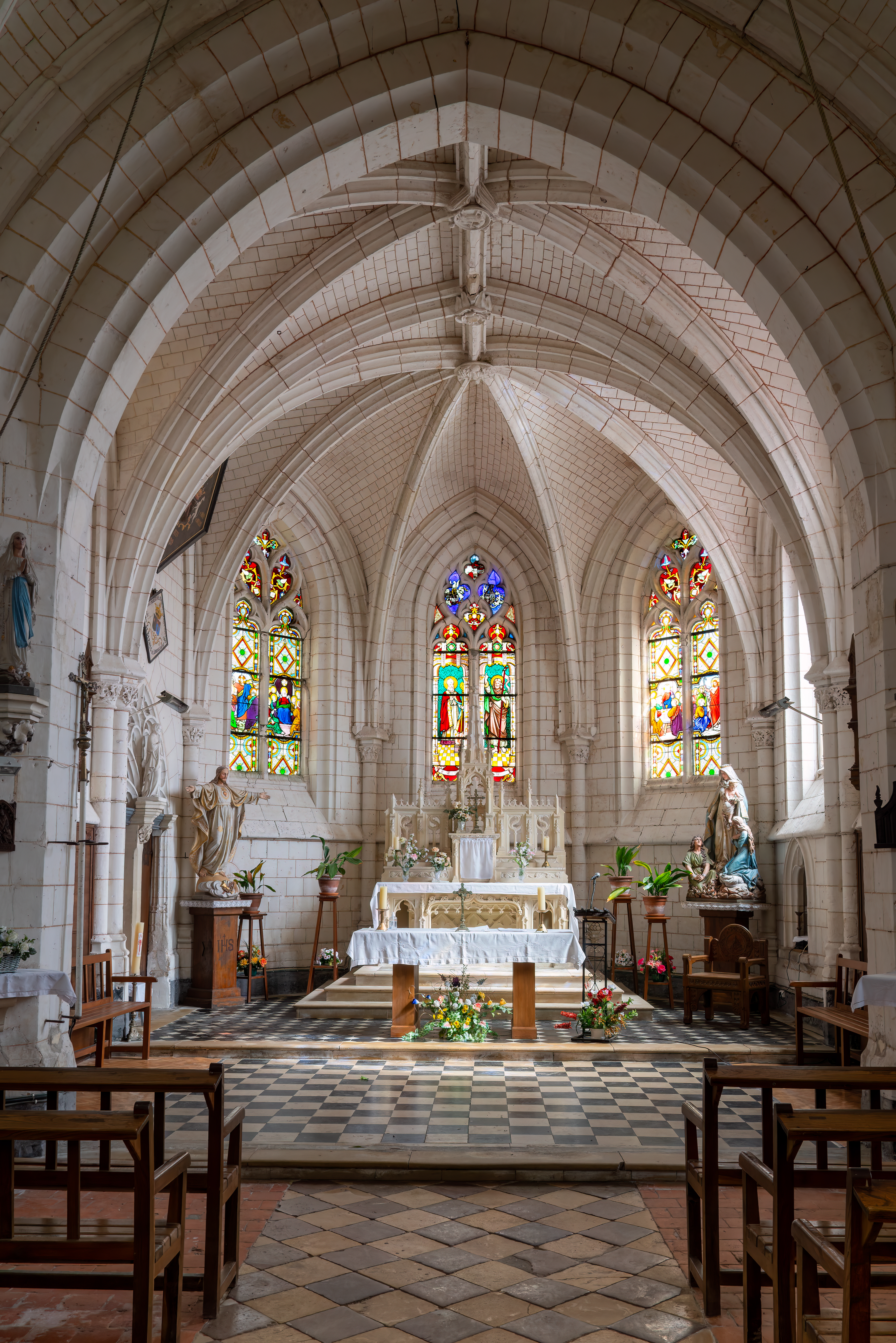
chœur.
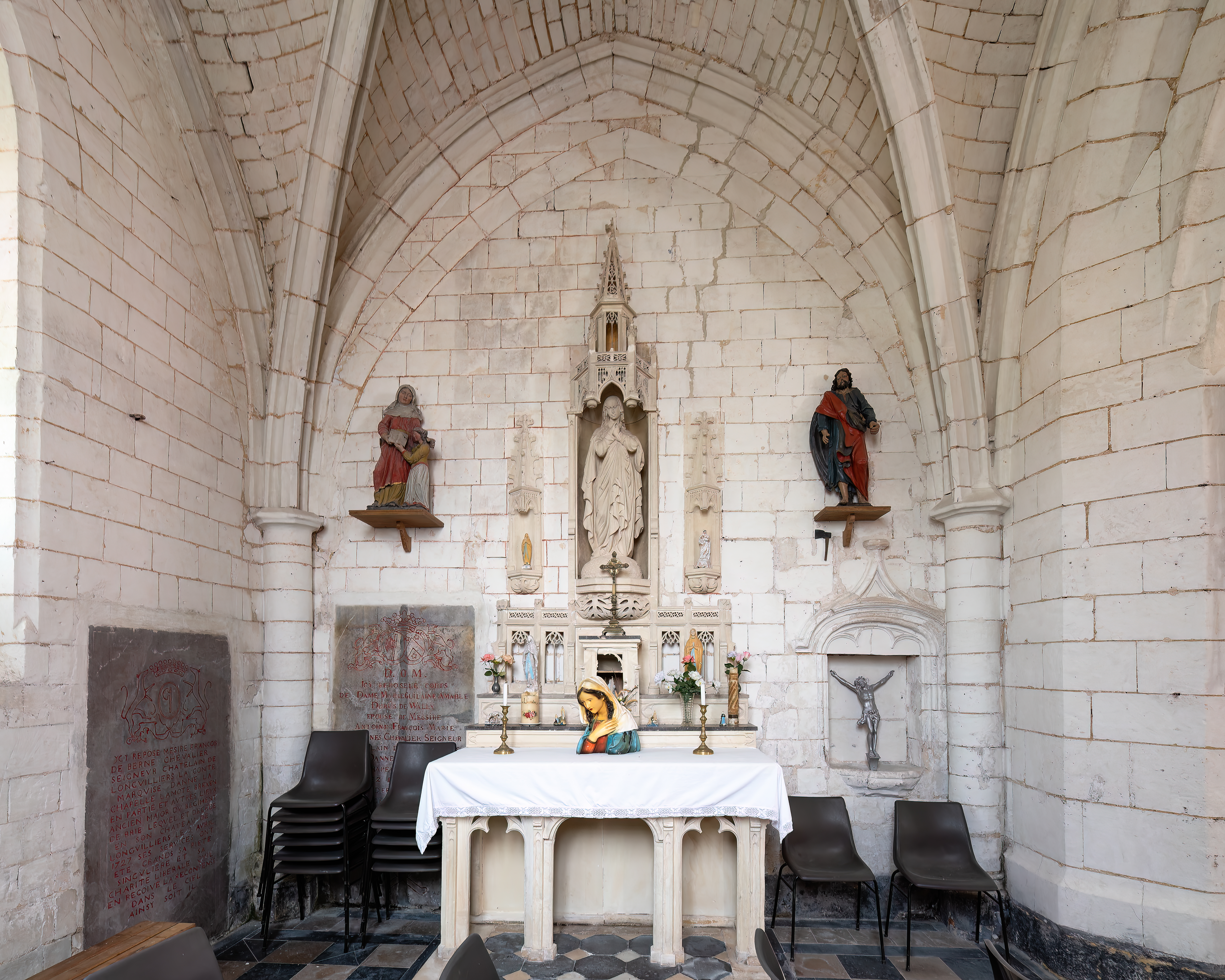
Transept gauche.
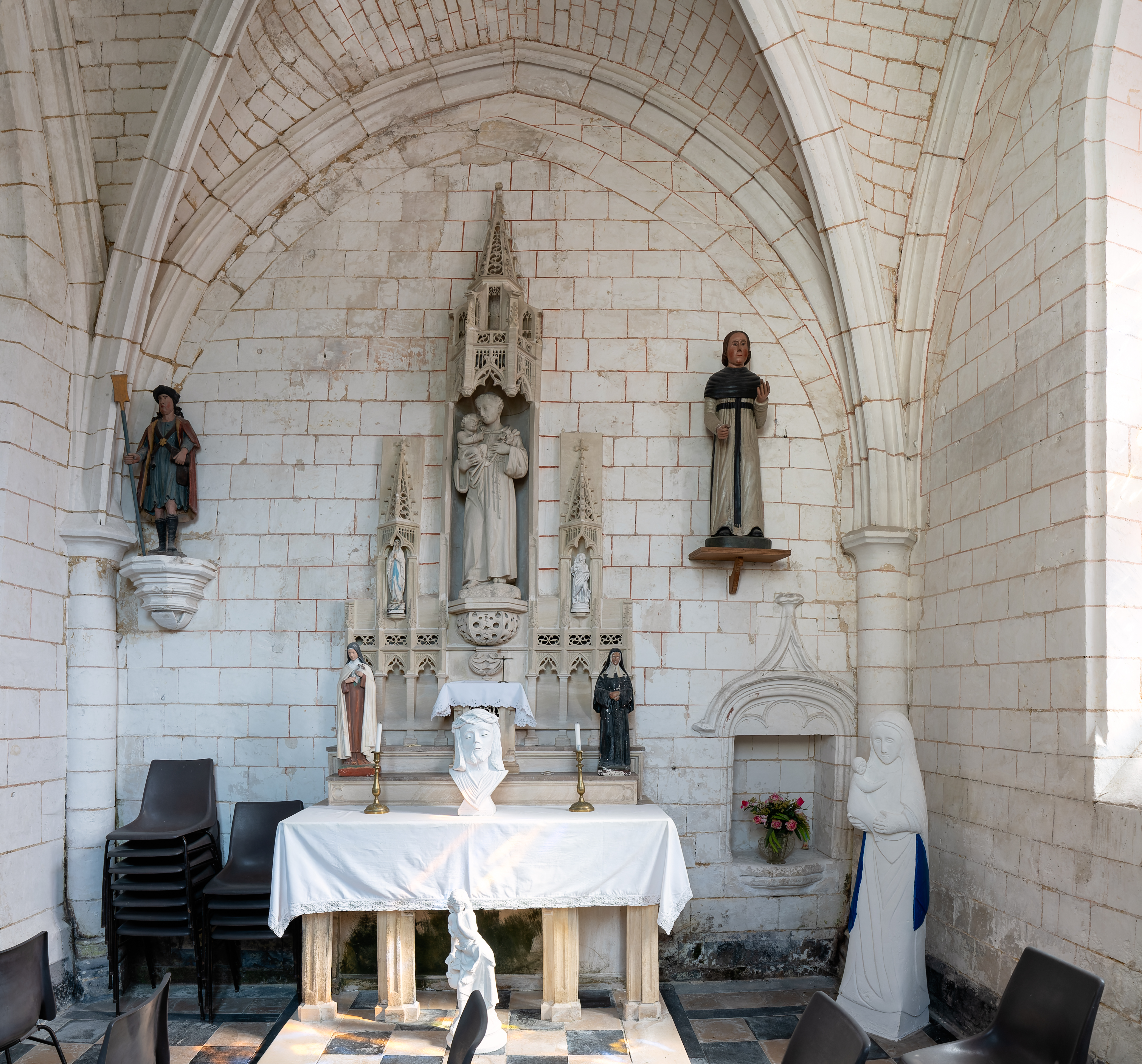
Transept droit.
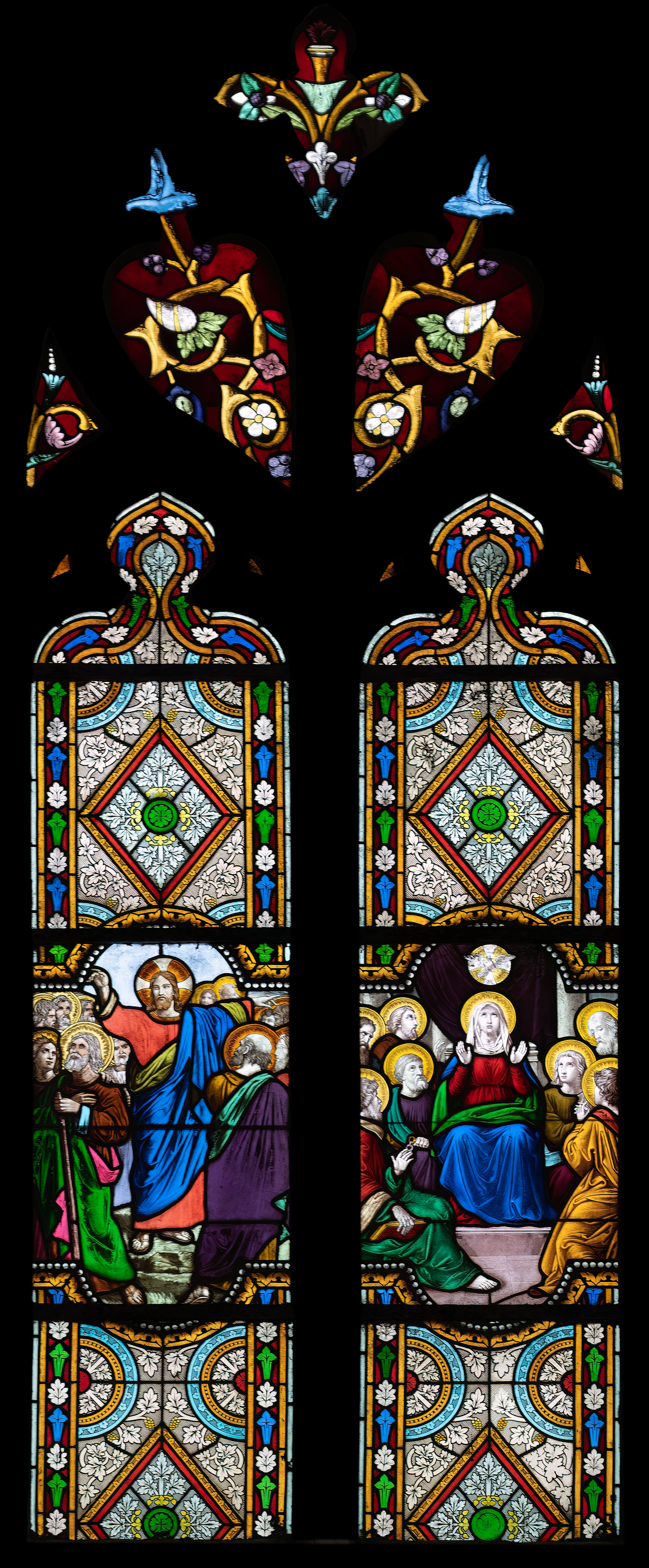
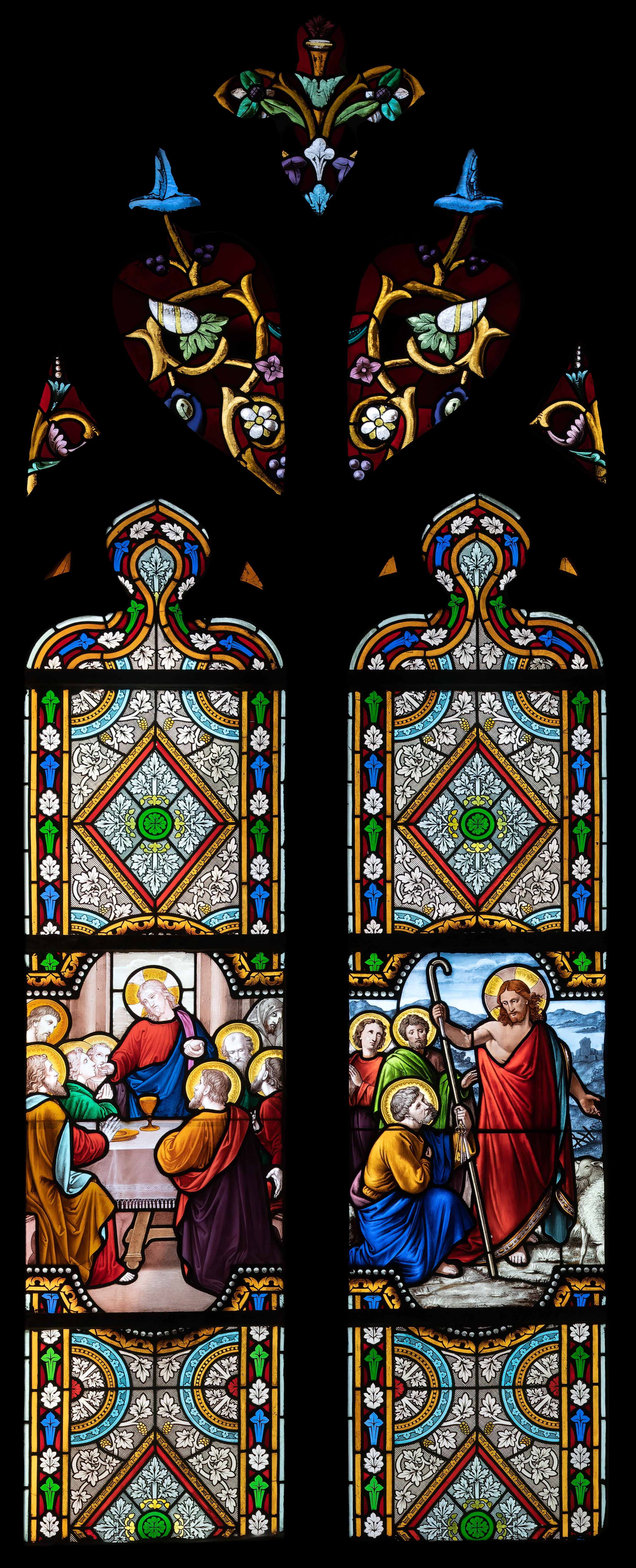
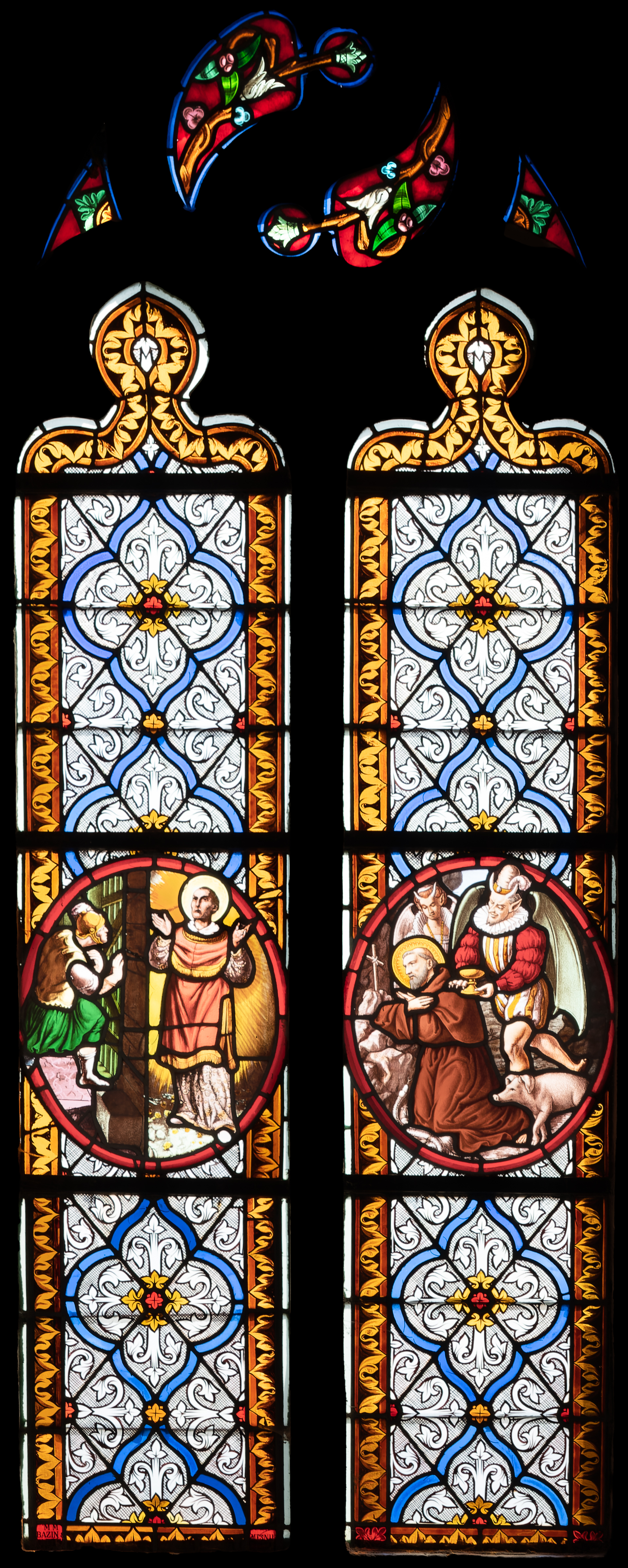
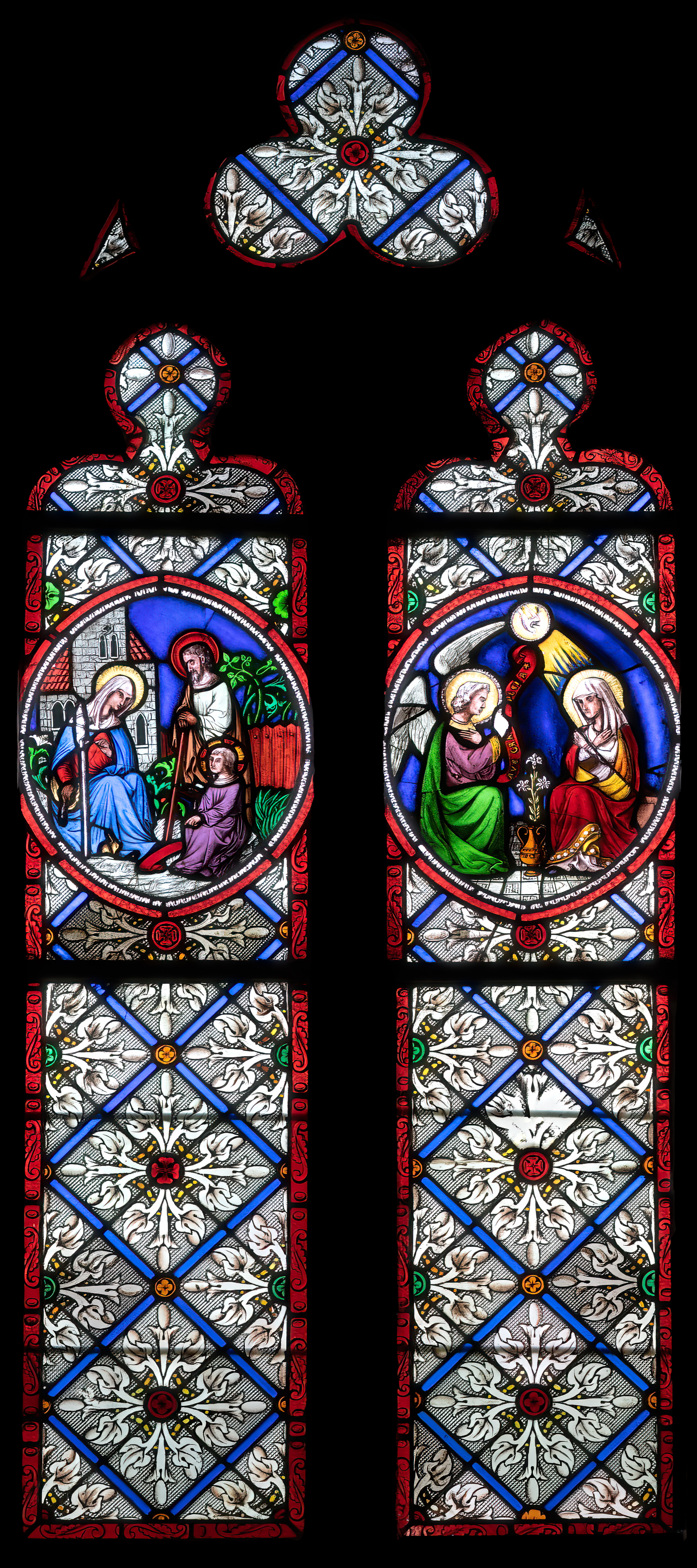
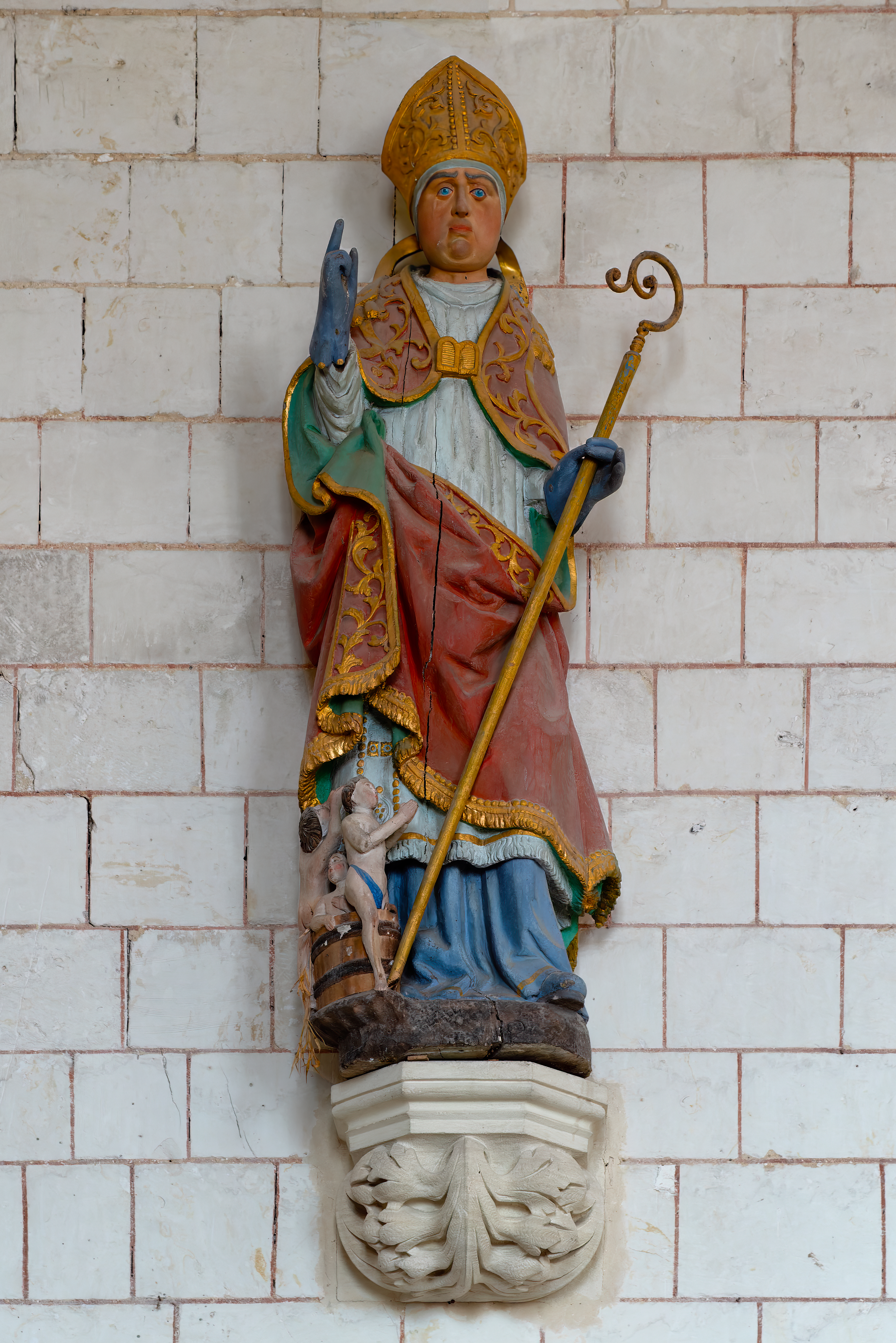
Saint Nicolas XVIe siècle.
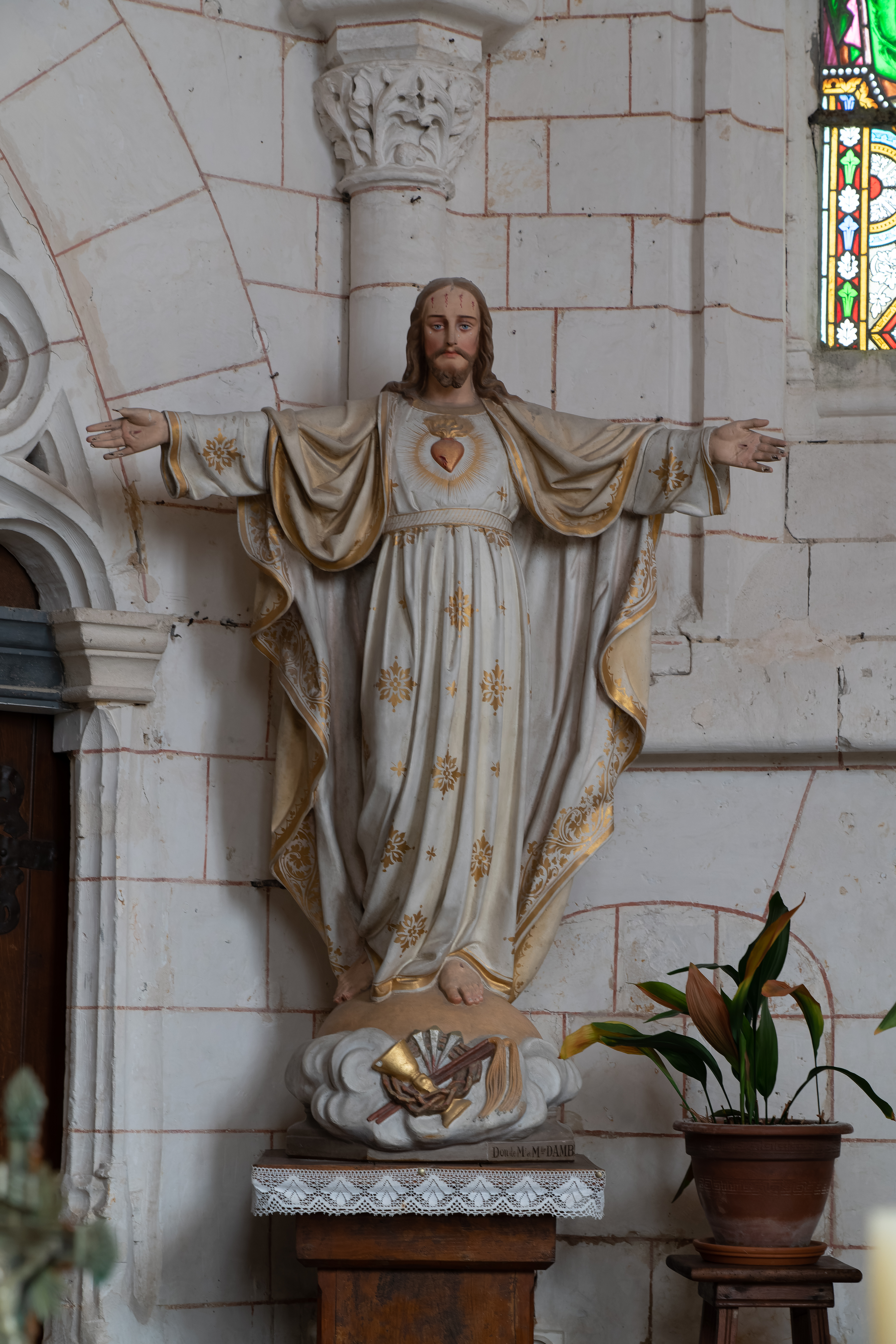
Sacré-Cœur.
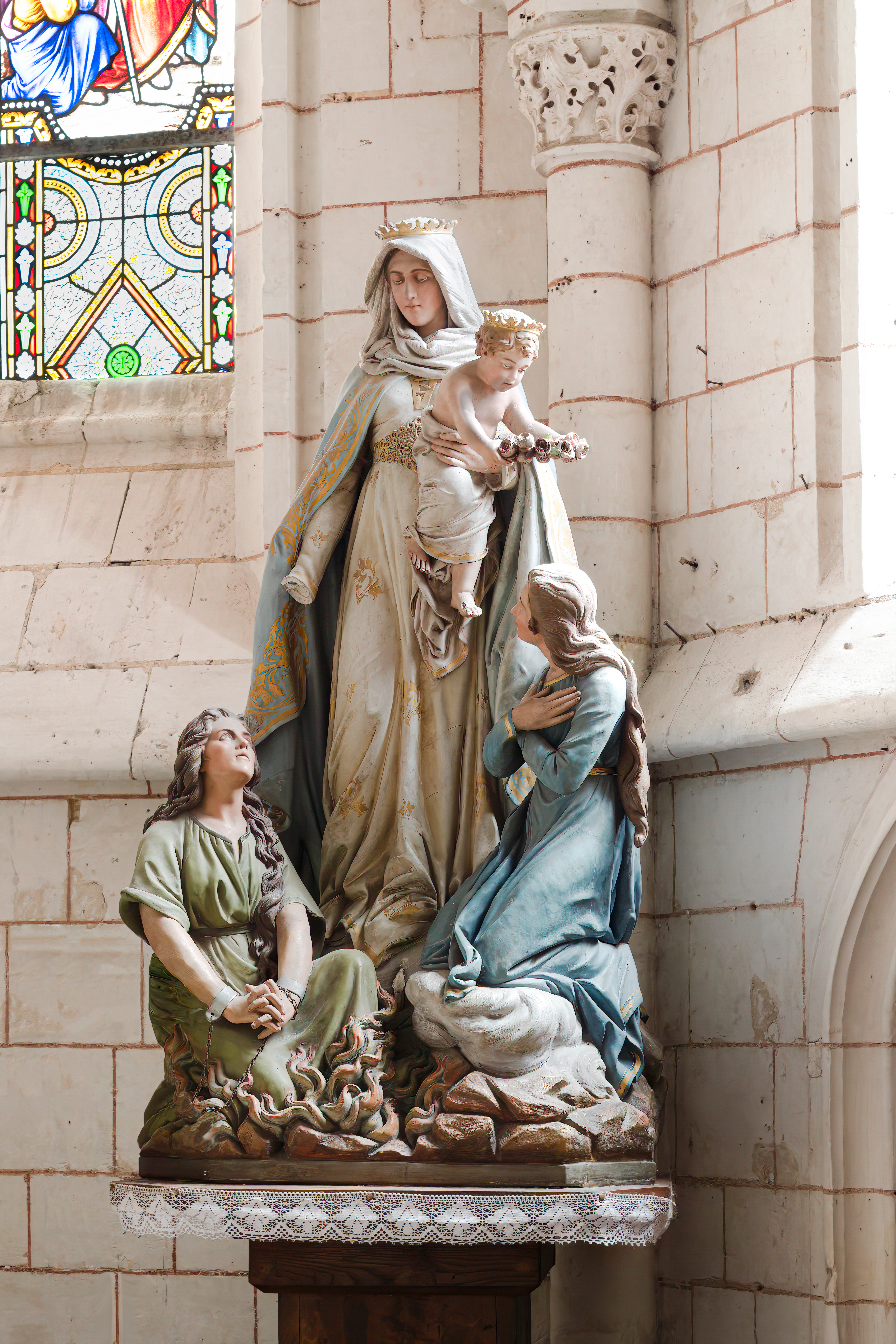
Vierge à l'Enfant.
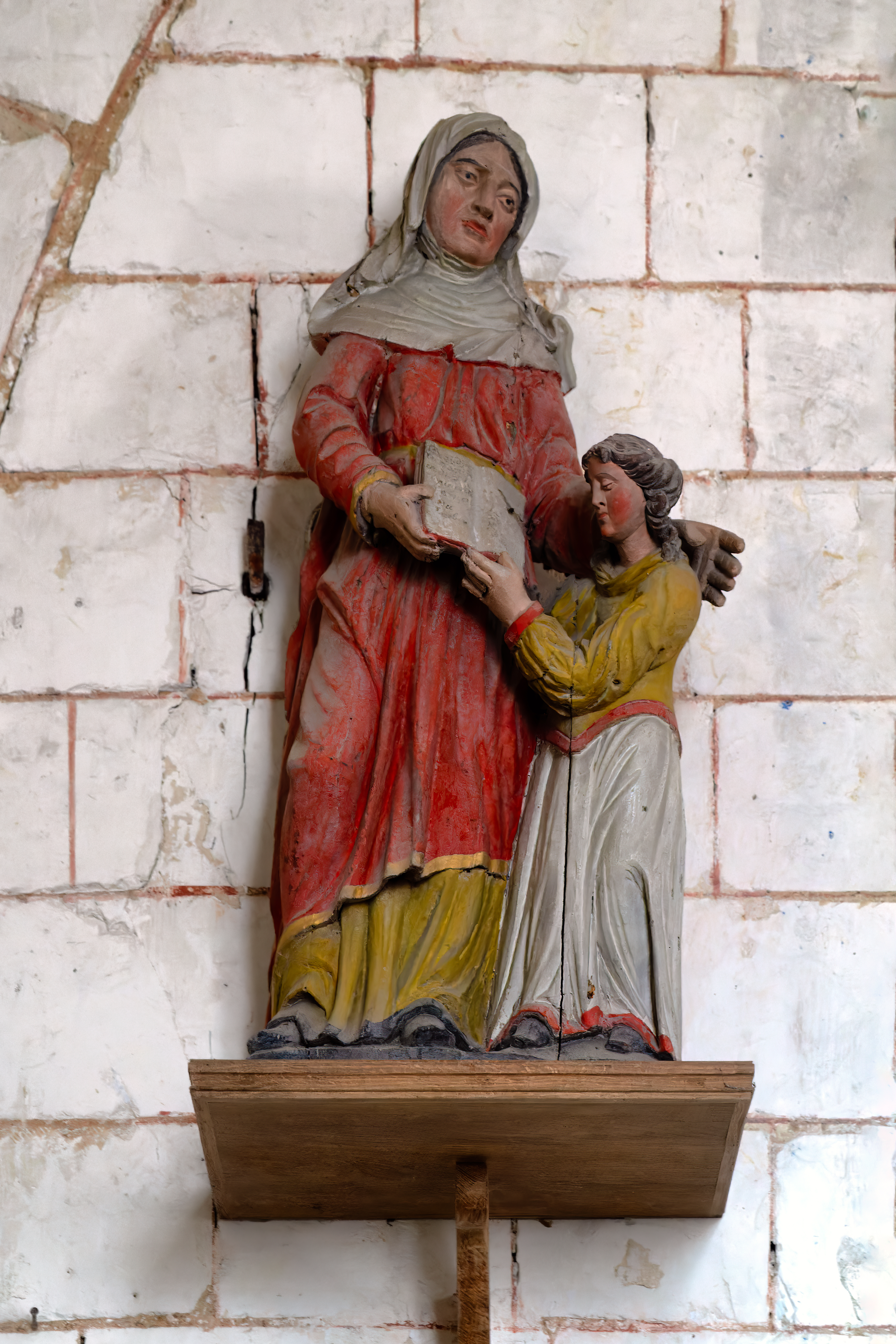
Sainte Anne et la Vierge XVIIIe et XIXe siècles.
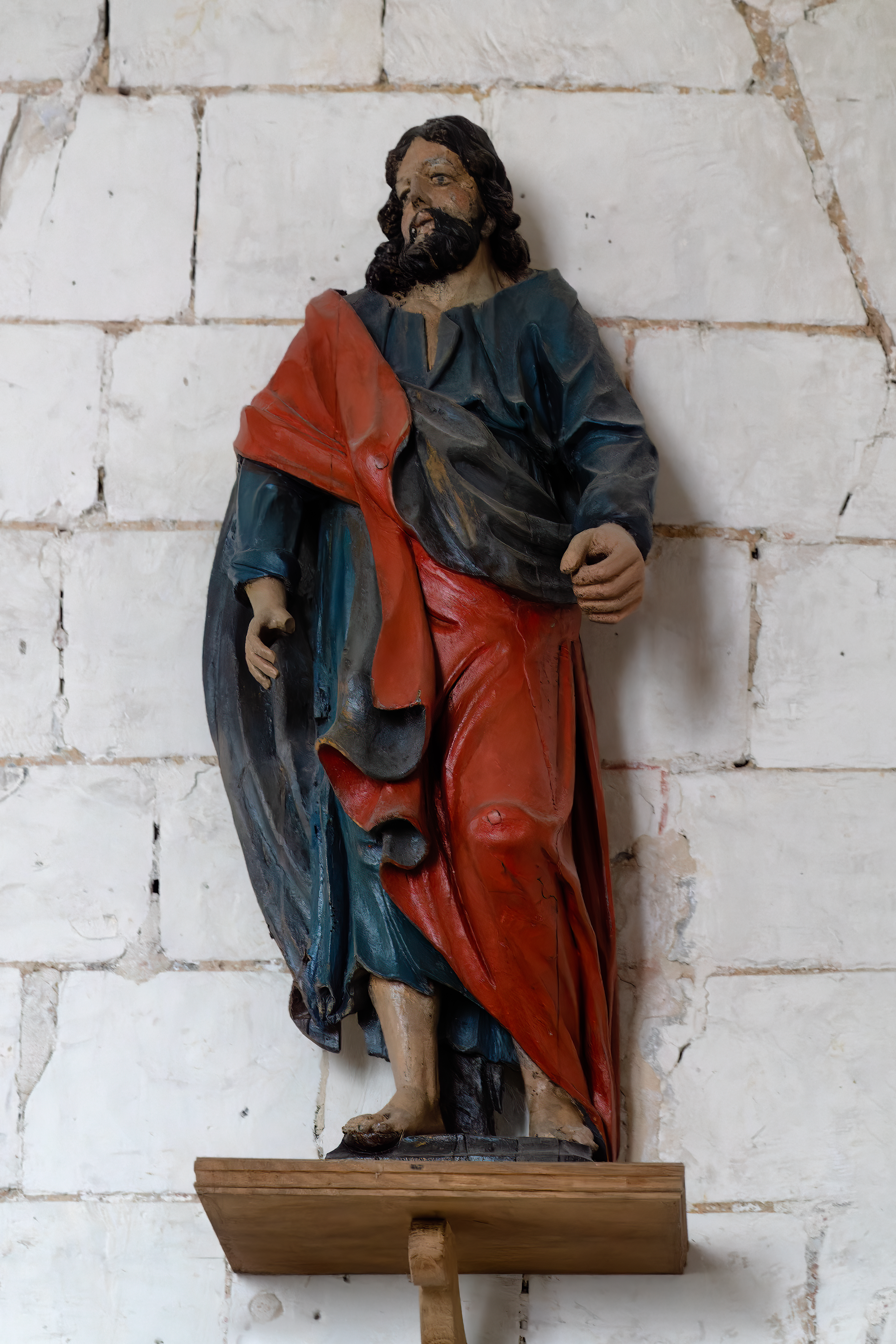
Saint Mathias XVIe et XVIIe siècles
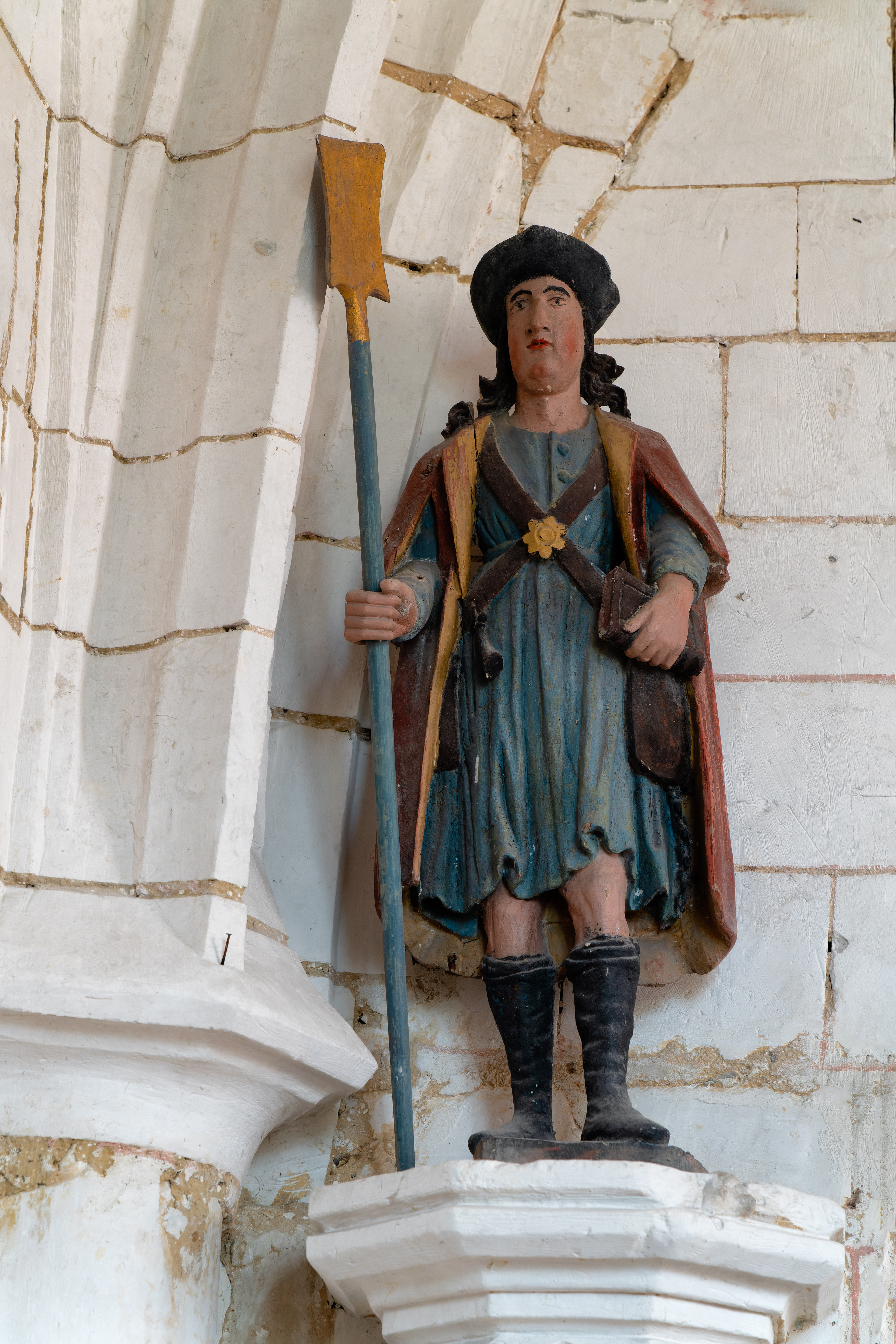
Saint Fiacre XVIIe siècle.
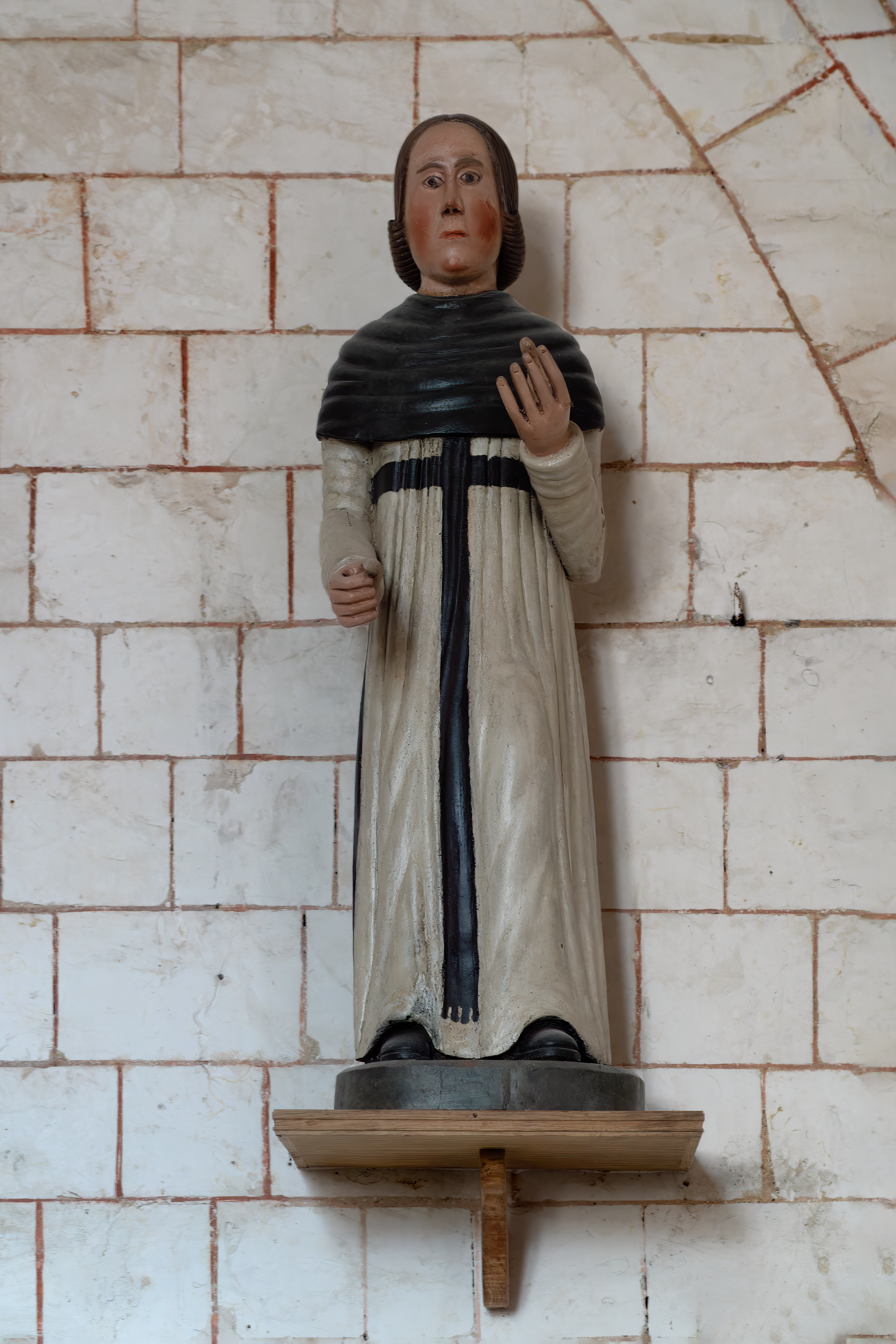
Saint Vincent Diacre XIXe siècle.
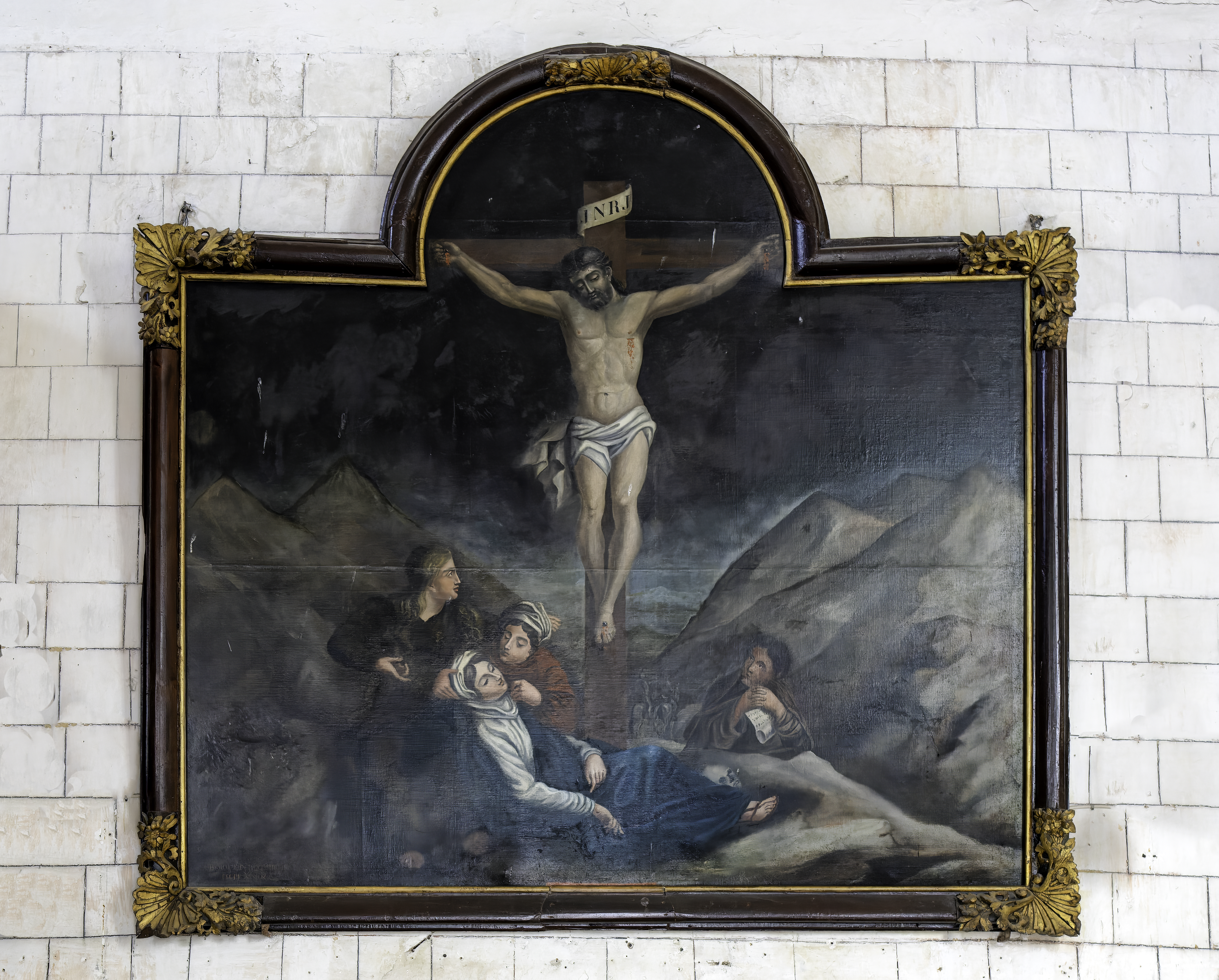
Tableau de la crucifixion[48].
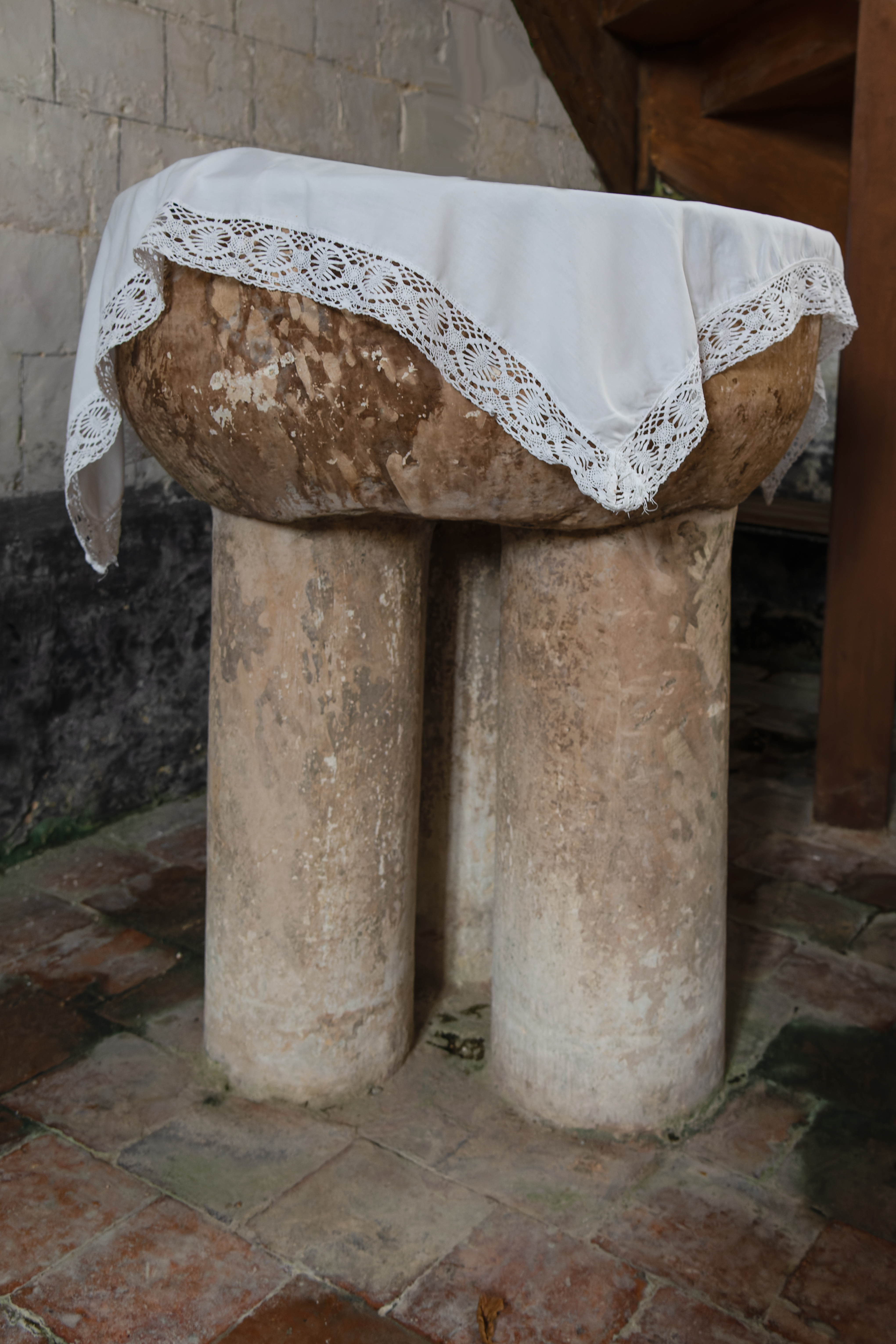
Fonts baptismaux du XIIe siècle.
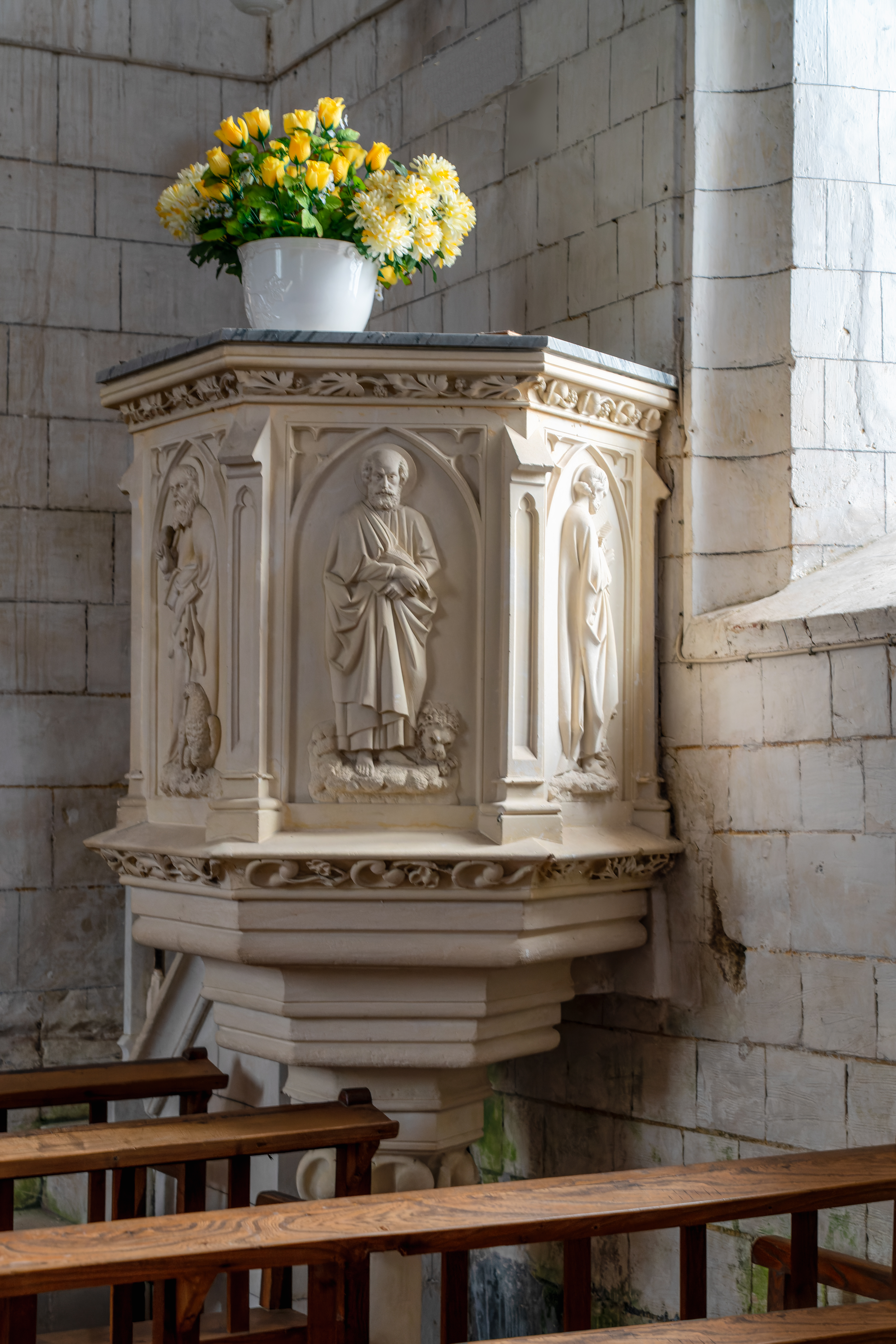
Chaire à prêcher.

- La ferme de la Longueroye, qui fait l'objet d'une inscription au titre des monuments historiques depuis le 7 octobre 1991 : grange (cad. B 57), propriété privée. Elle date des XIIe et XIIIe siècles[49].

La ferme de la Longueroye
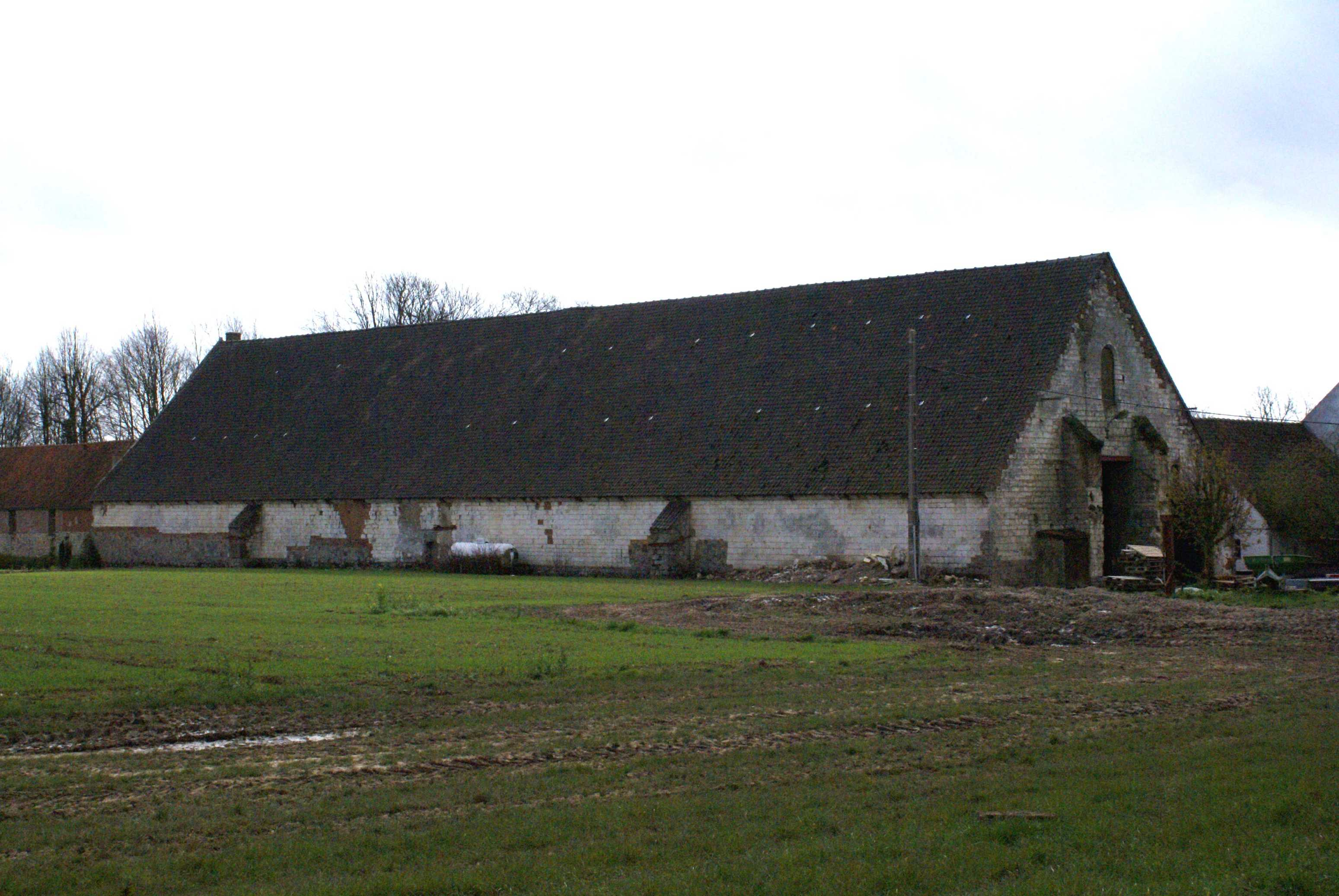

#### Autres lieux et monuments
- L'abbaye de Longvillers. C'est dans cette abbaye que le Chevalier de La Barre est arrêté à la suite d'une mise en cause lors d'un sacrilège[50],[51]. Quelques vestiges, dans une propriété privée, demeurent visibles de la rue de L'Abbaye. On y remarque un portail où figure le blason de Roger d'Aumont qui fut l'abbé de Longvilliers (de 1645 à 1651).

L'abbaye de Longvillers
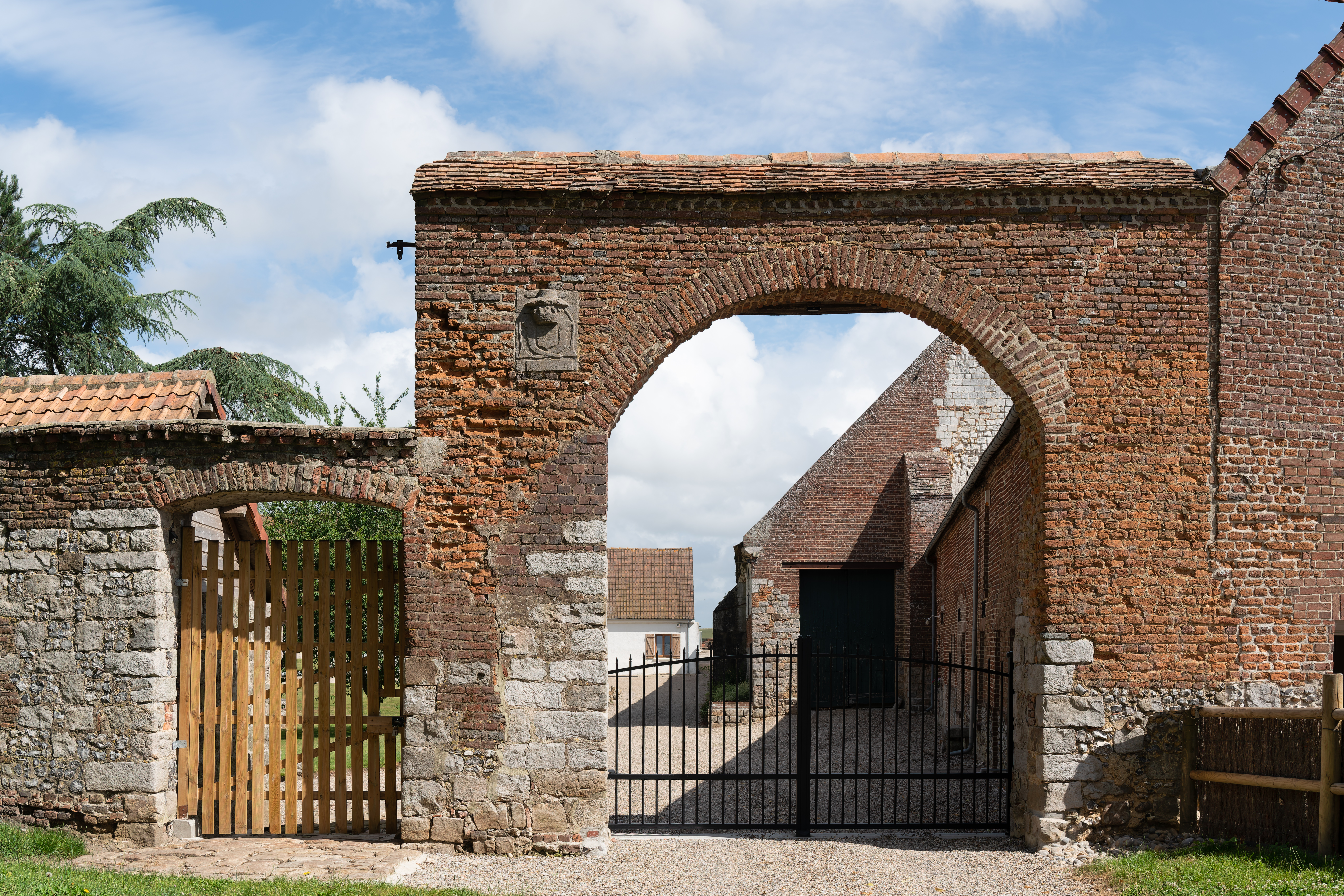
Le portail
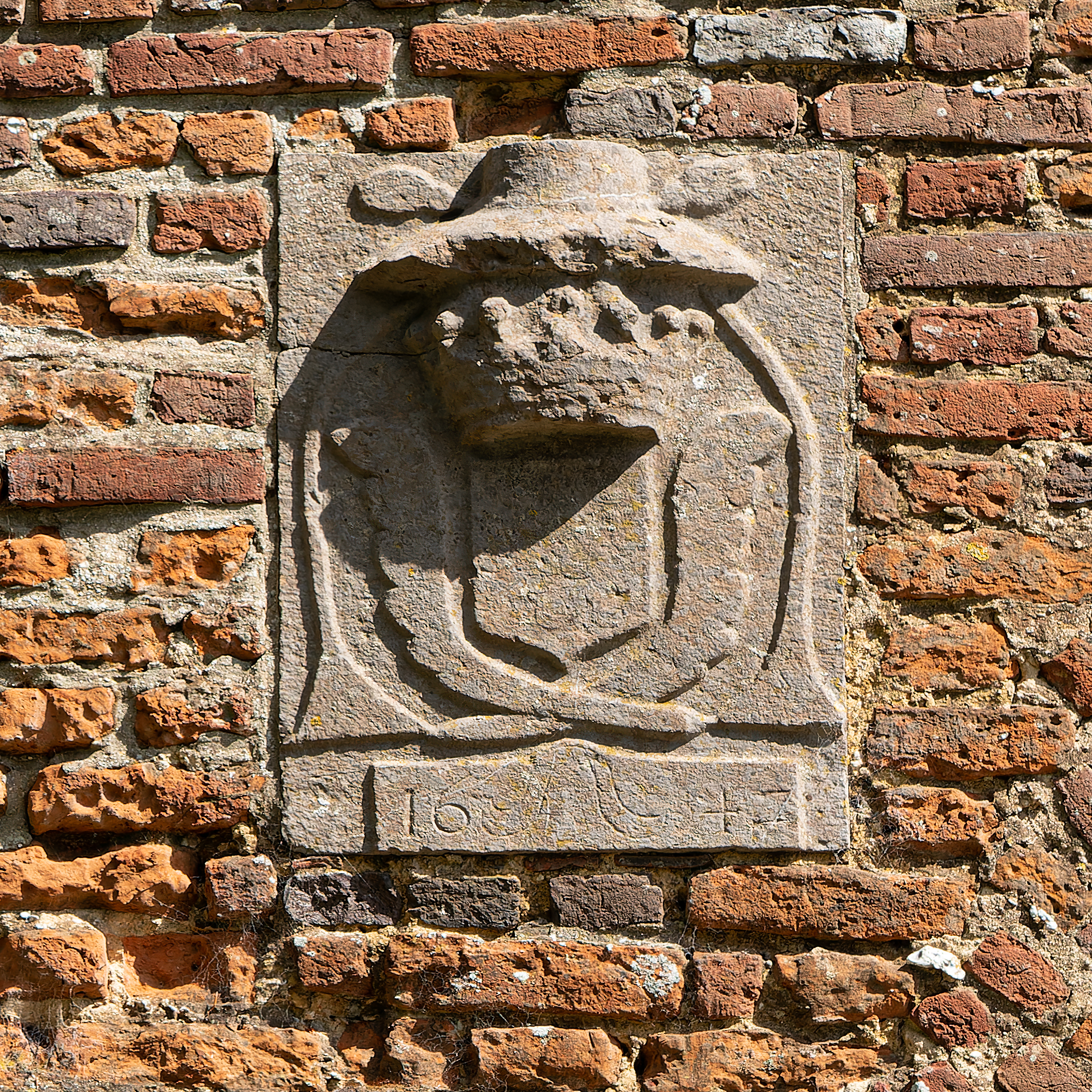
Armes sculptées

- Le monument aux morts, surmonté d'une croix latine[52].

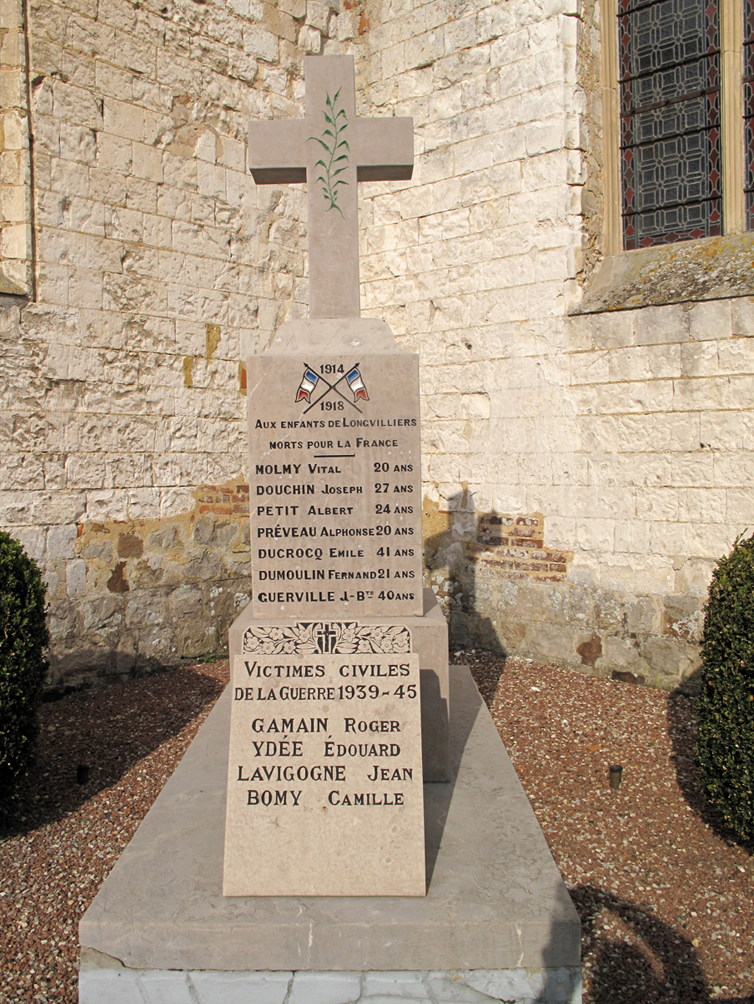
Le monument aux morts.

- La ferme des Chartroux, du XIVe siècle.

### Personnalités liées à la commune
- Roger d'Aumont (1610-1653), évêque d'Avranches, abbé de Longvilliers.

### Héraldique
| Blason de Longvilliers (Pas-de-Calais) | Blason  | D'argent à une doloire de gueules surmontée d'un lambel du même. |
| Blason de Longvilliers (Pas-de-Calais) | Détails | Armes de la famille de Bernes de Longvilliers, brisées d'un lambel, sans doute de cadet de la famille, telles qu'on les retrouve sur un vitrail de l'église locale. Adopté par la municipalité. |

## Pour approfondir

#### Bases de données, dictionnaires et encyclopédies
- Ressources relatives à la géographie :   - Insee (communes)
  - Ldh/EHESS/Cassini
- Ressource relative à plusieurs domaines :   - Annuaire du service public français
- Notices d'autorité :   - VIAF
  - BnF (données)
  - GND

#### Autres liens externes
- Site de la commune
- Dossier de la commune sur le site de l'Insee[Note 7], [lire en ligne]
- La commune sur le site des archives départementales du Pas-de-Calais, [lire en ligne]
- La commune sur Remonter le temps, sur le site de l’IGN, [lire en ligne][Note 8]
- « Longvilliers » sur Géoportail.